# Kunstformen der Natur

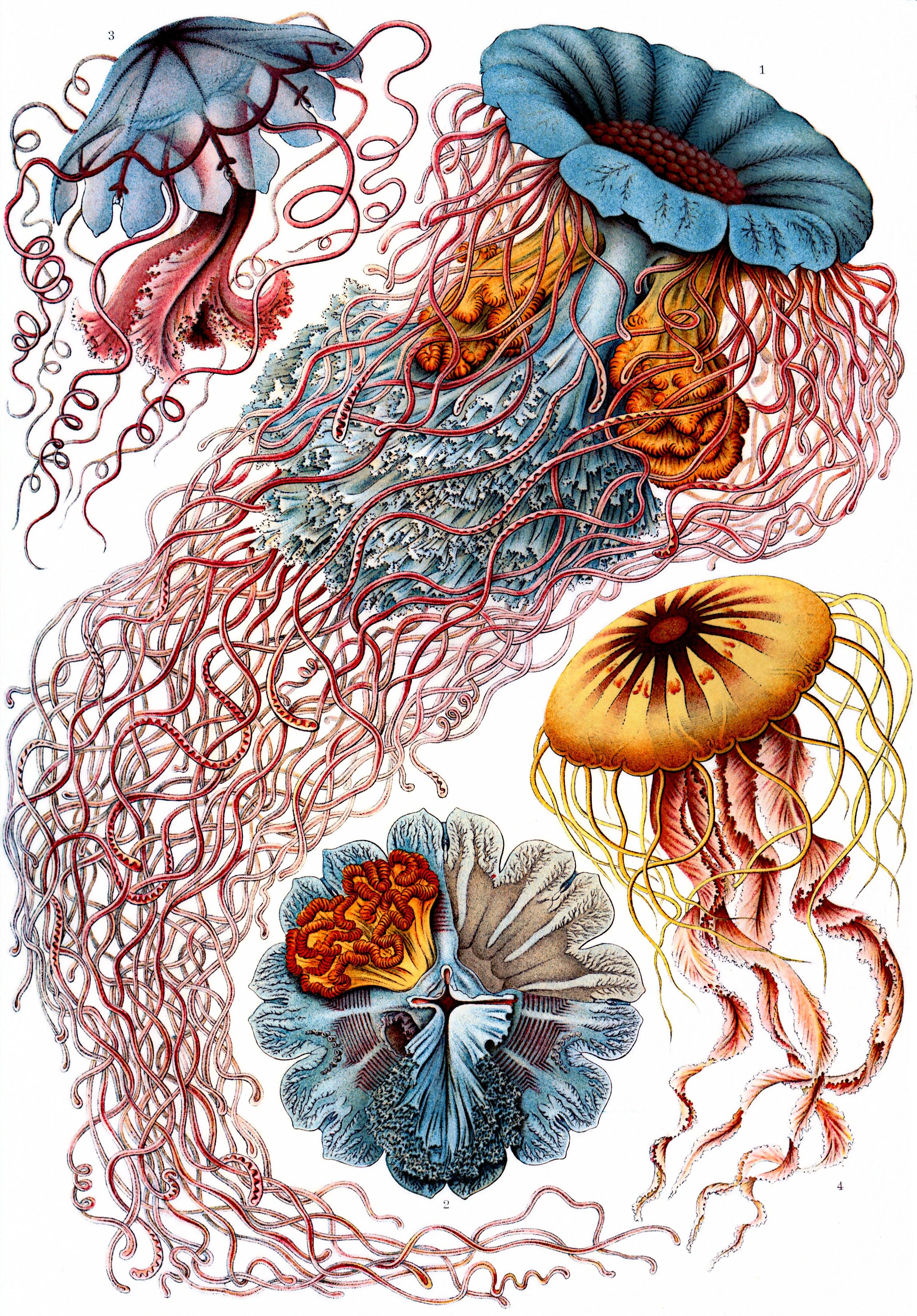
Discomedusae. Les imatges del centre són Desmonema annasethe.

Kunstformen der Natur (en català, 'Formes artístiques de la Natura') és un llibre amb litografies a color i en blanc i negre escrit en alemany pel biòleg Ernst Haeckel.
Es va publicar en fascicles entre 1899 i 1904 i com un volum complet el 1904. Consta de 100 impressions de diversos organismes, molts dels quals havien estat descrits per primera vegada pel mateix Haeckel. En el decurs de la seva carrera més de 1.000 gravats sobre esboços de Haeckel molts dels millors van formar part de Kunstformen der Natur, passats dels esboços a litografies per Adolf Giltsch.
D'acord amb l'especialista en Haeckel Olaf Breidbach (l'editor de les versions modernes de Kunstformen), aquest llibre no només represent un llibre d'il·lustracions sinó el compendi de la visió del món de Haeckel. Els temes recurrents del llibre són la simetria i l'organització cercant el màxim impacte visual.
Hi ha nombrosos radiolaris, Cnidaria, Siphonophorae, Semaeostomeae, altres meduses.
Kunstformen der Natur va tenir influència en l'art, arquitectura i disseny de principis del segle xx connectant ciència i art i especialment en els artistes de l'Art Noveau o modernisme.

## Galeria d'il·lustracions
Les classificacions original de Haeckel apareixen en cursiva.

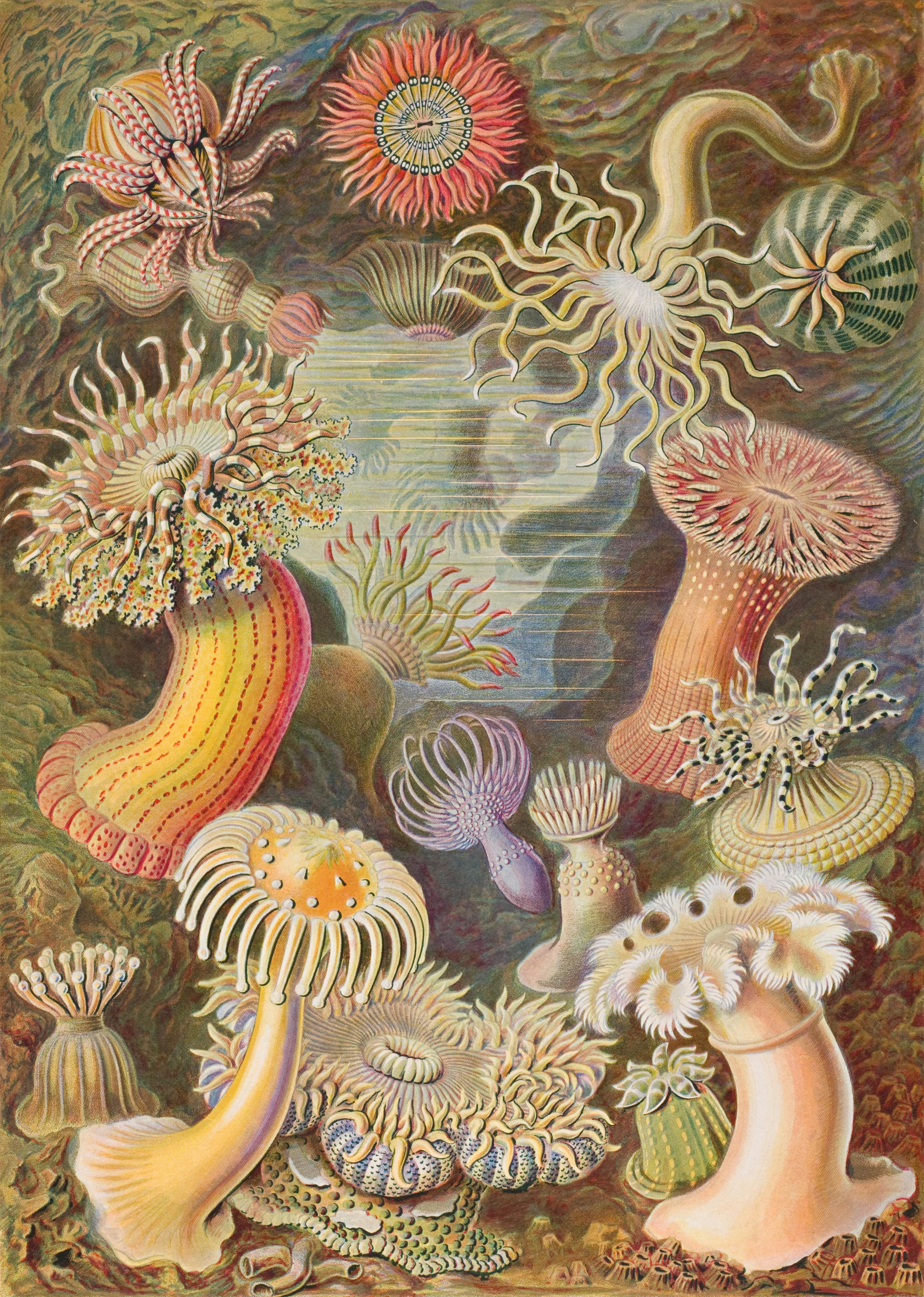
Anemone (Actiniae)
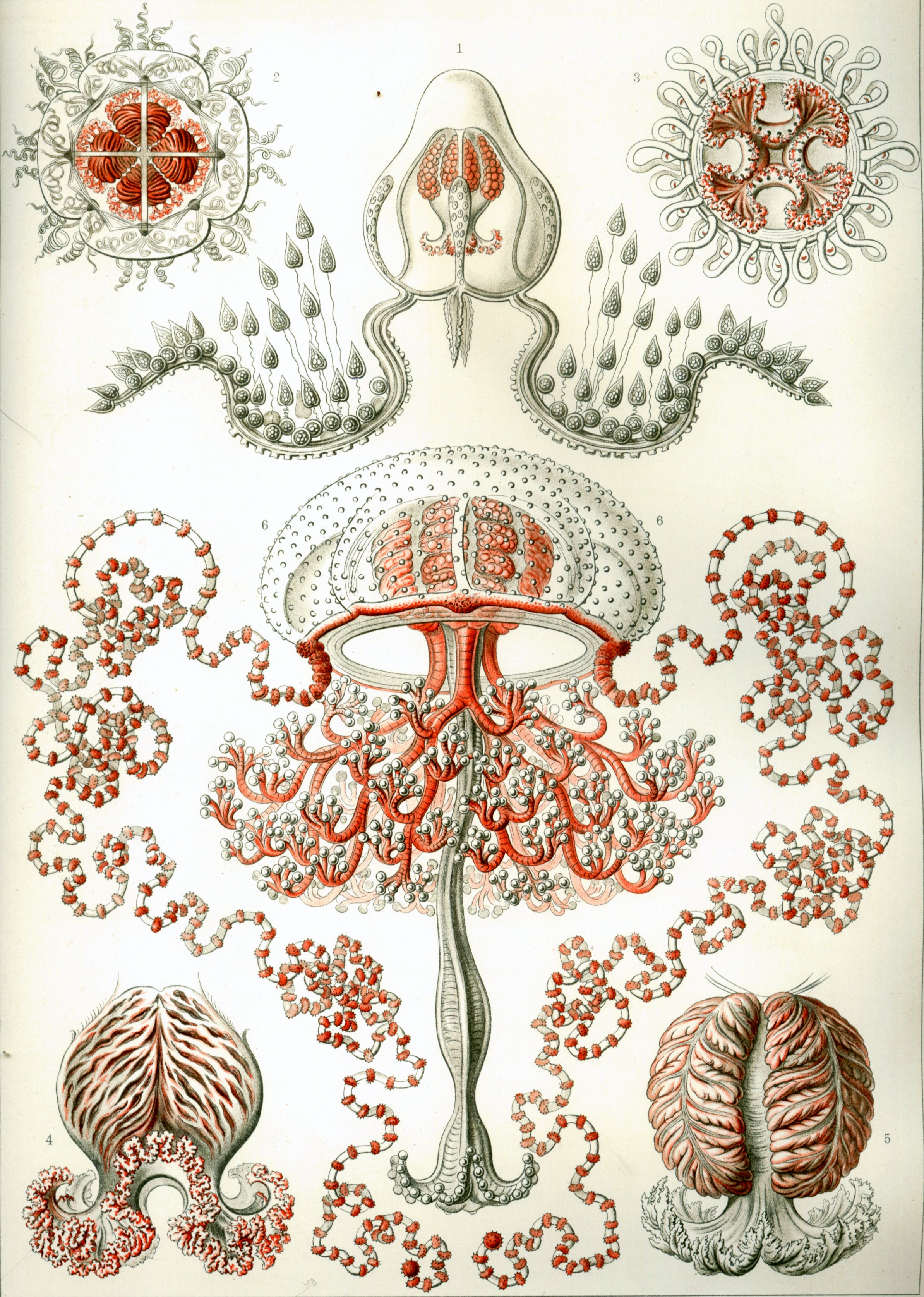
Anthomedusae
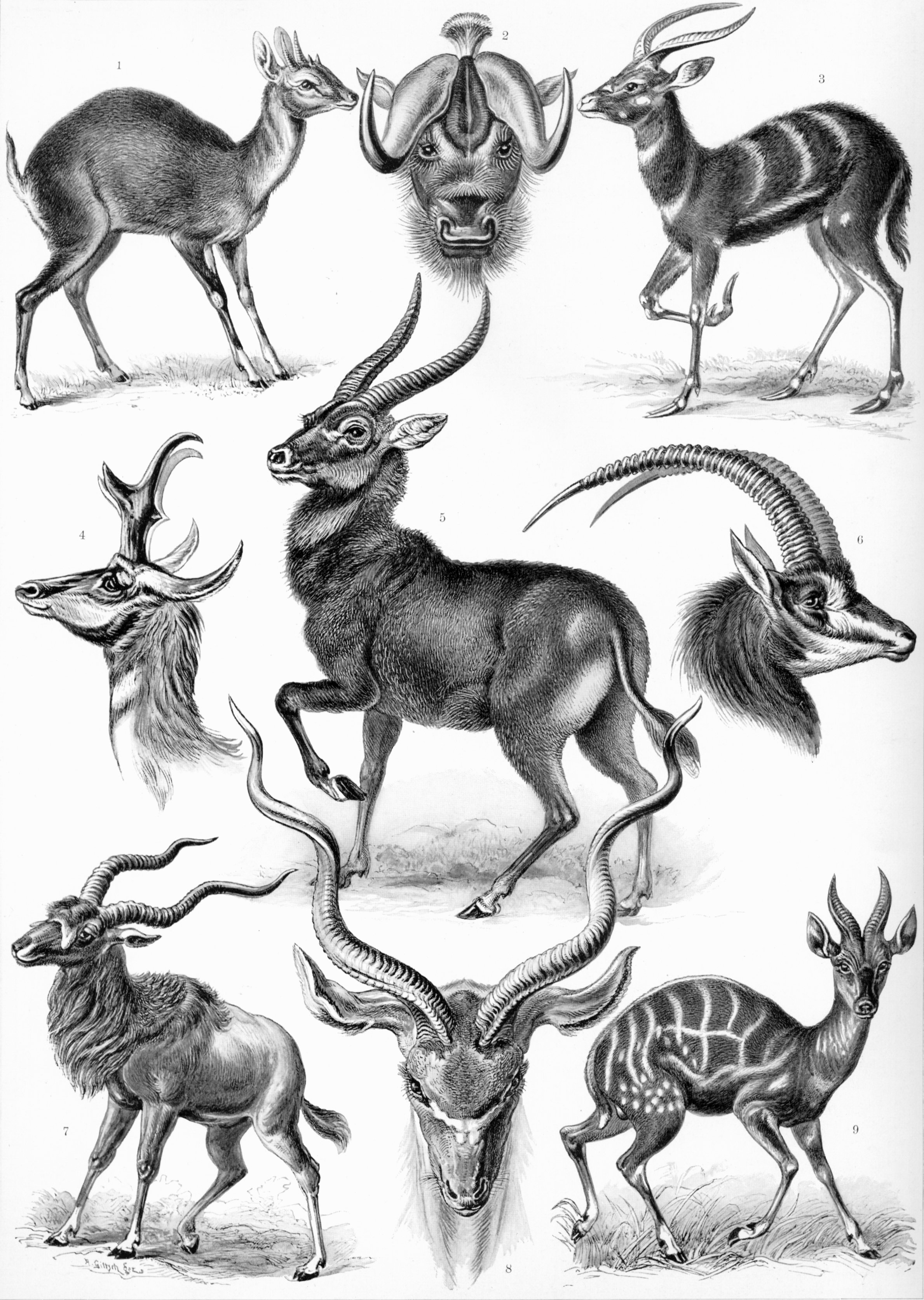
(Antilopina)
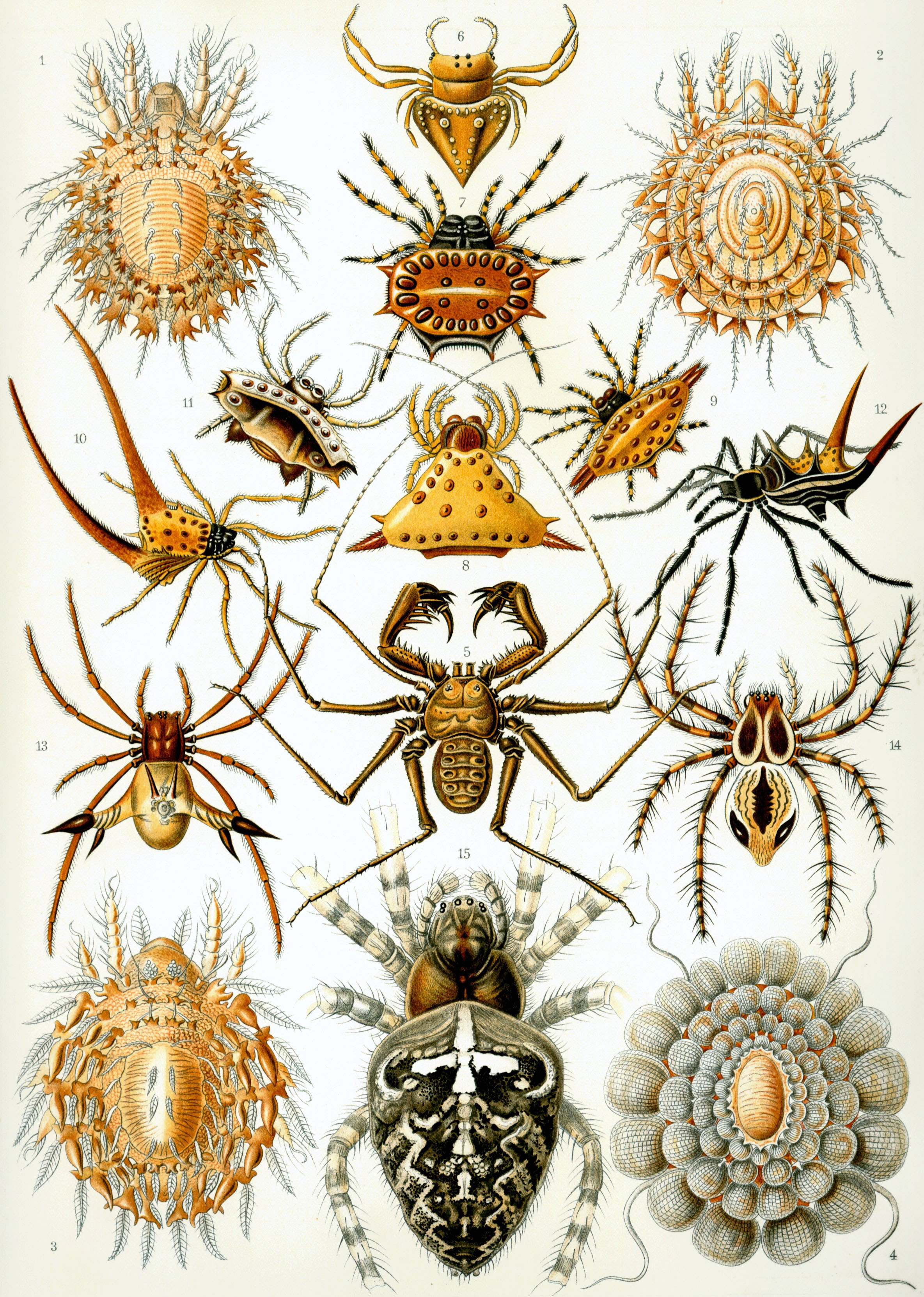
Arachnida (Arachnida)
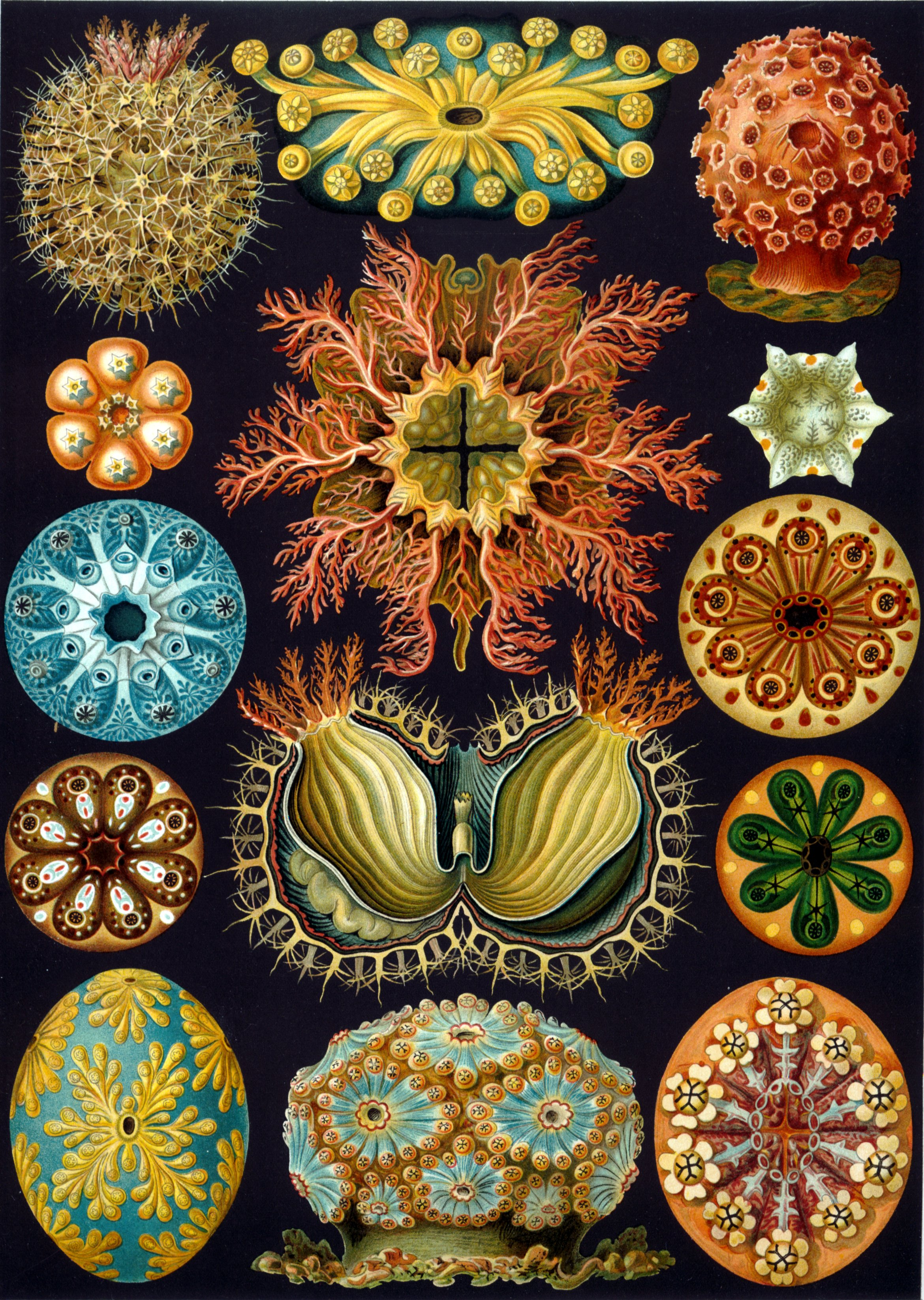
Ascidi (Ascidiae)
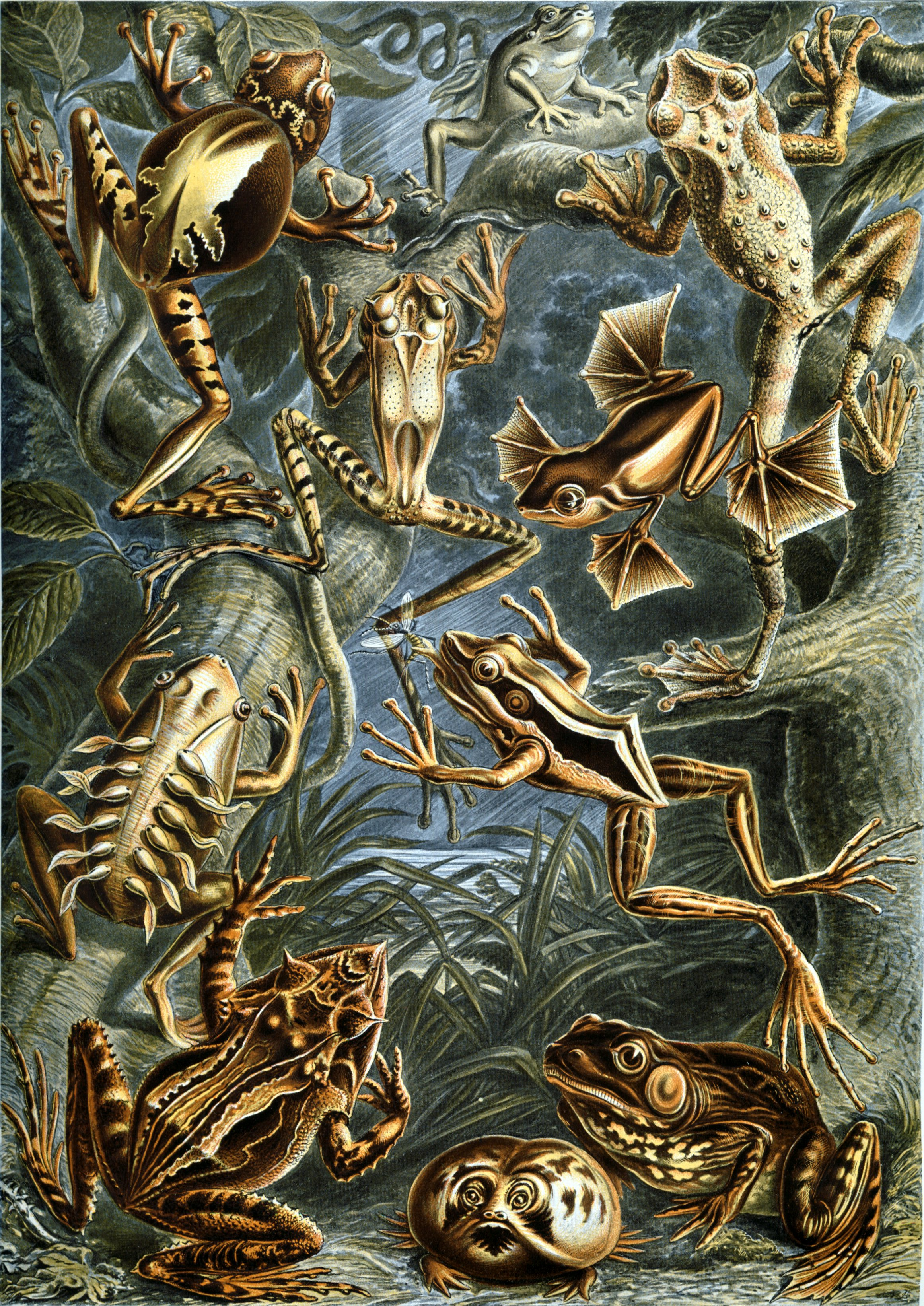
Granota (Batrachia)
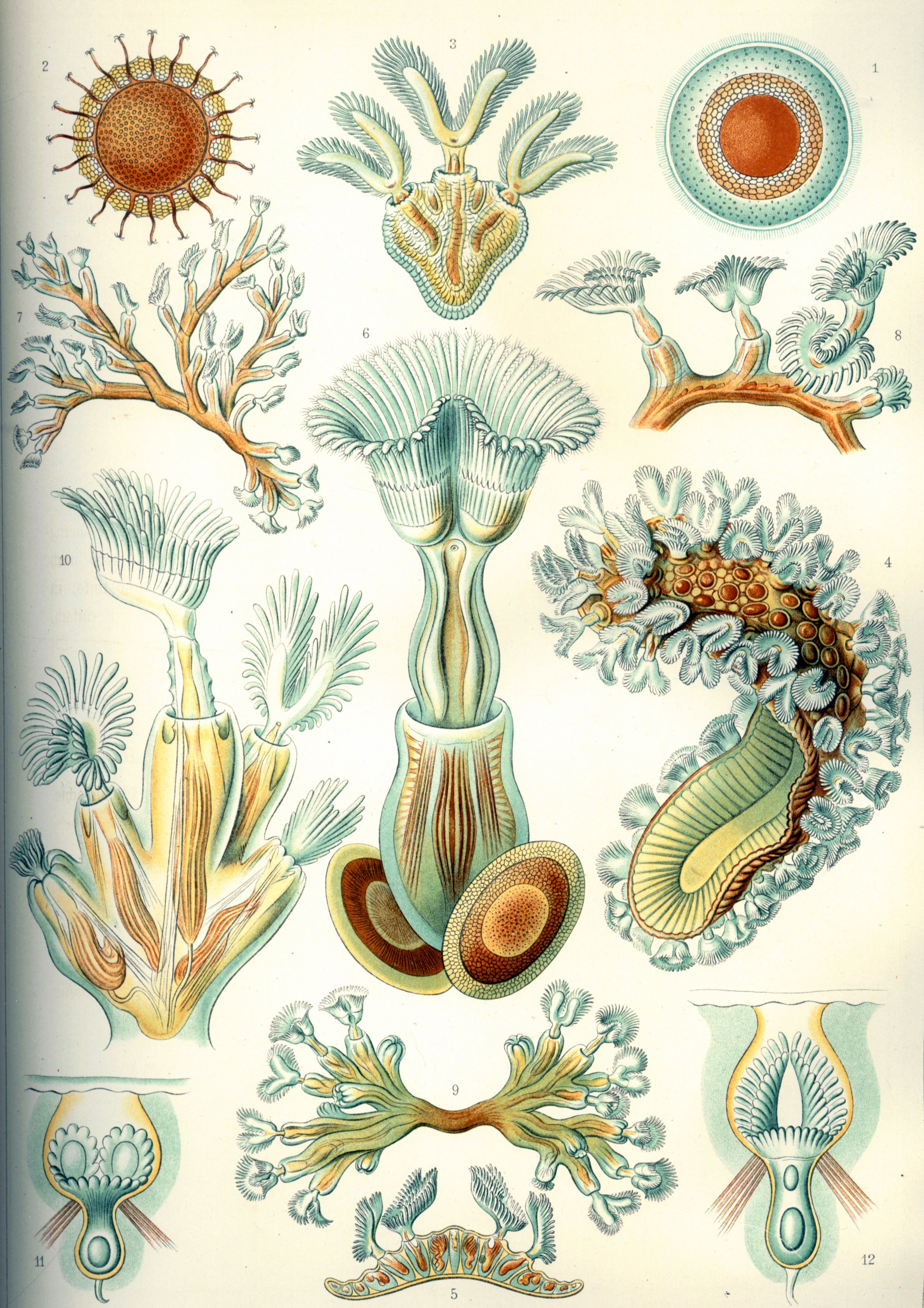
(Bryozoa)
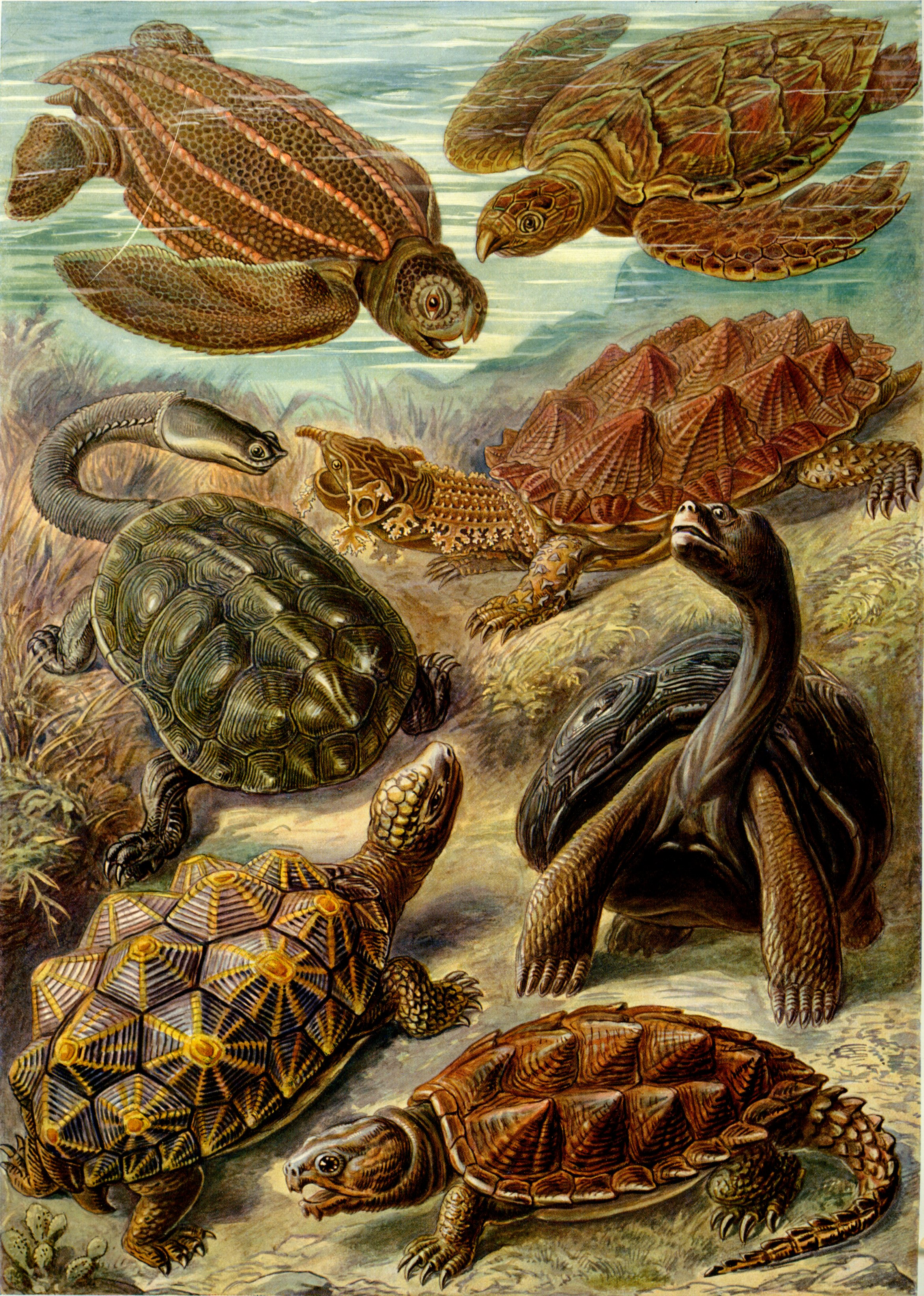
Tortuga (Chelonia)
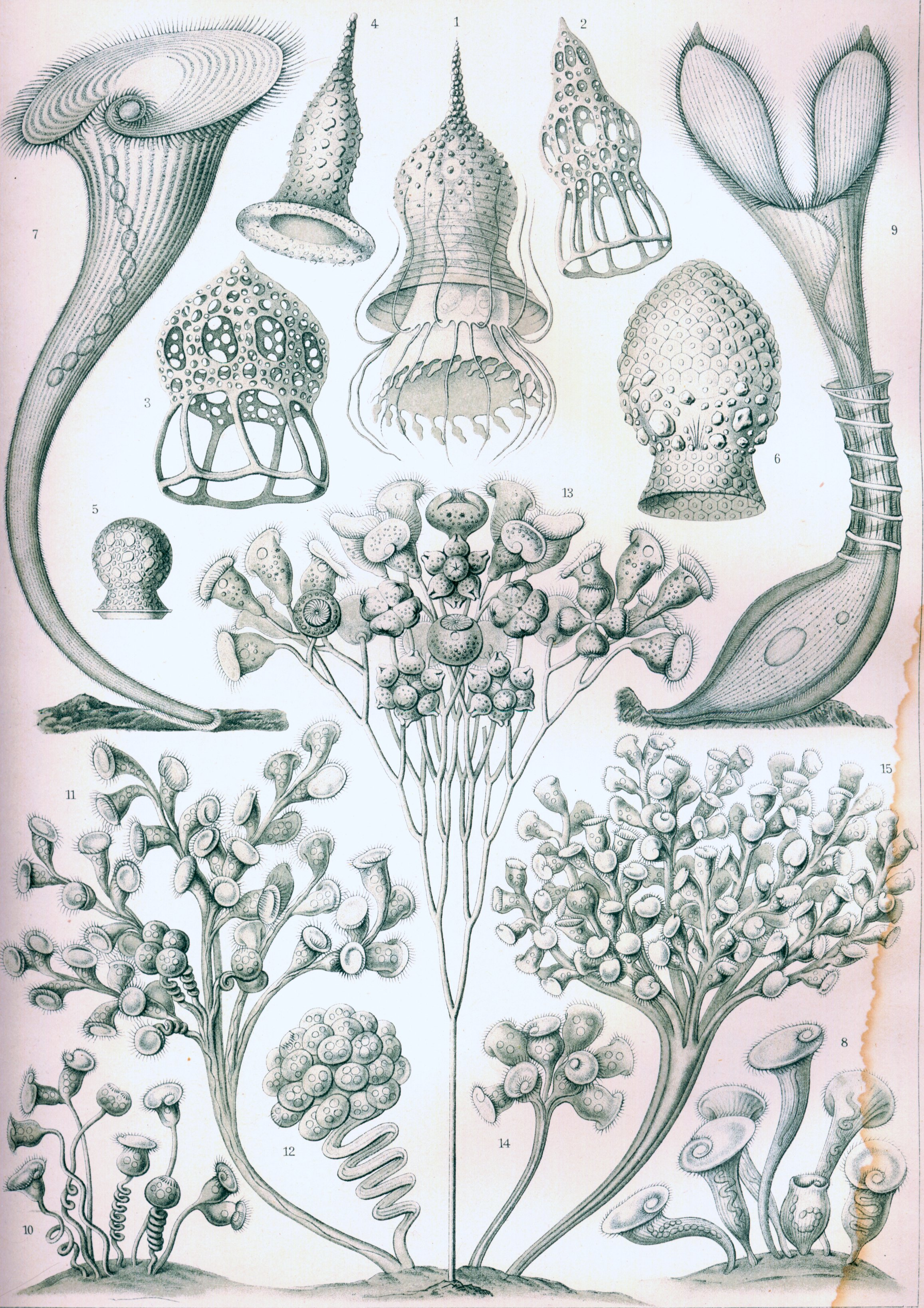
(Ciliata)
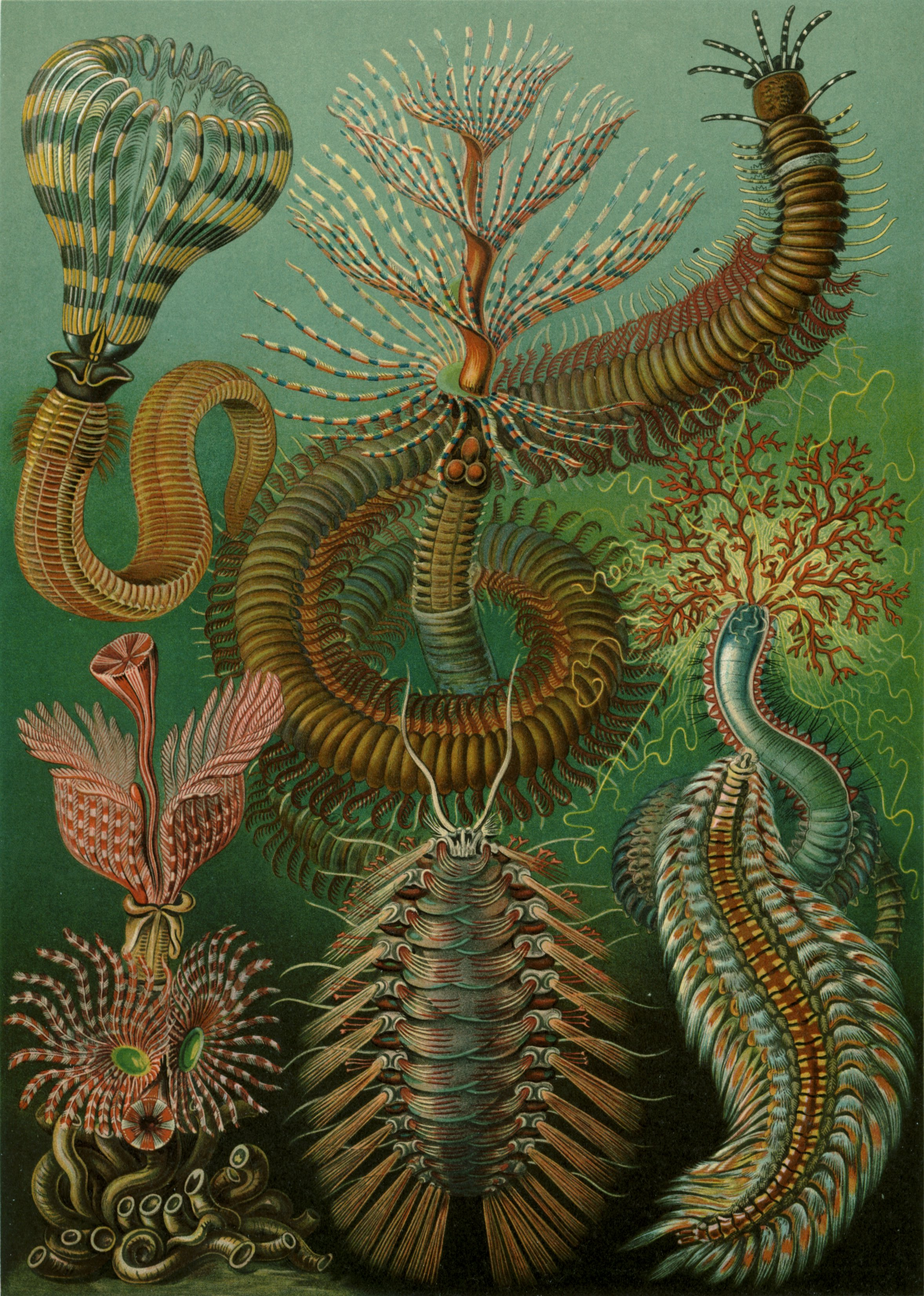
(Chaetopoda)
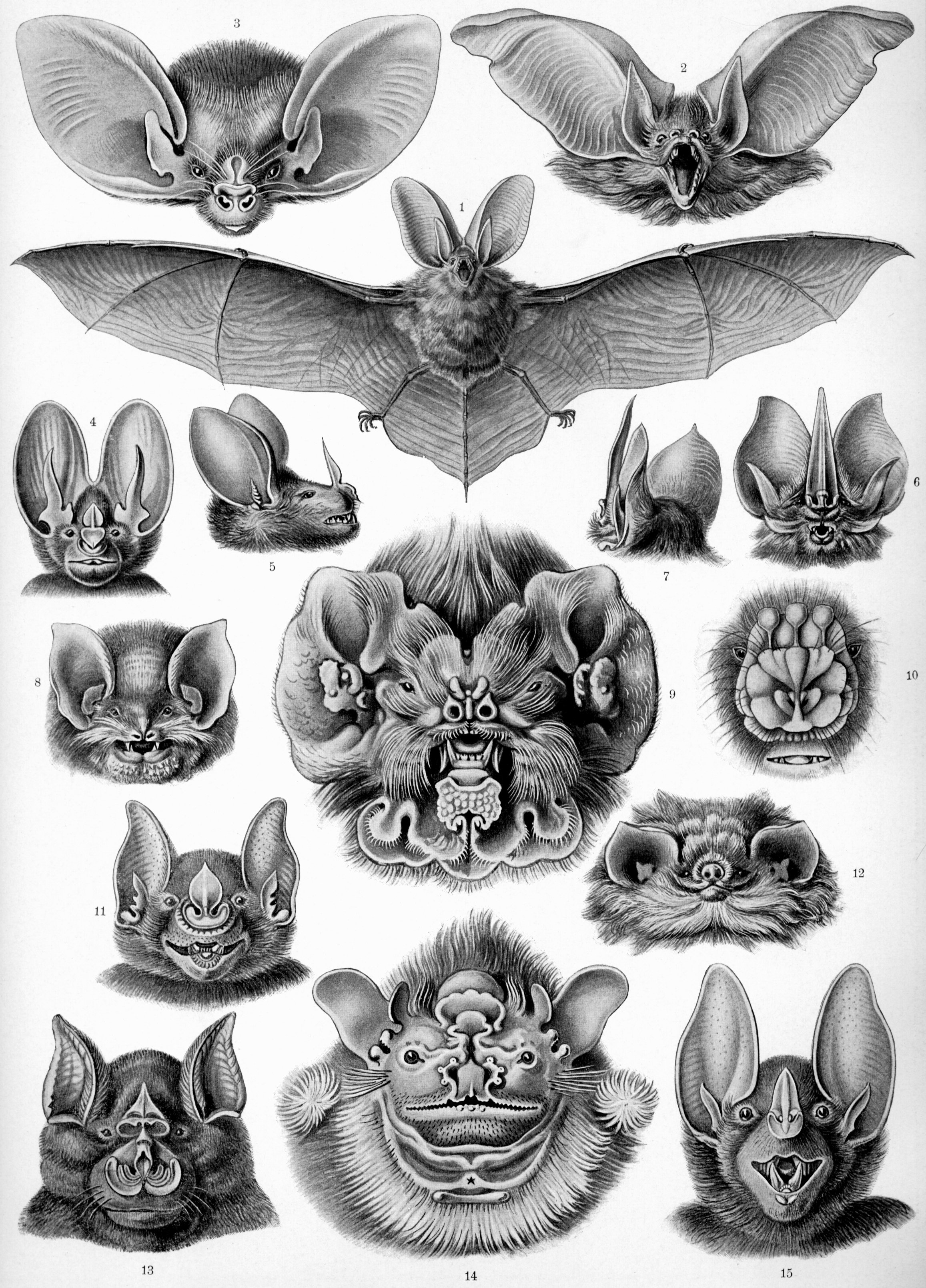
Ratpenat (Chiroptera)
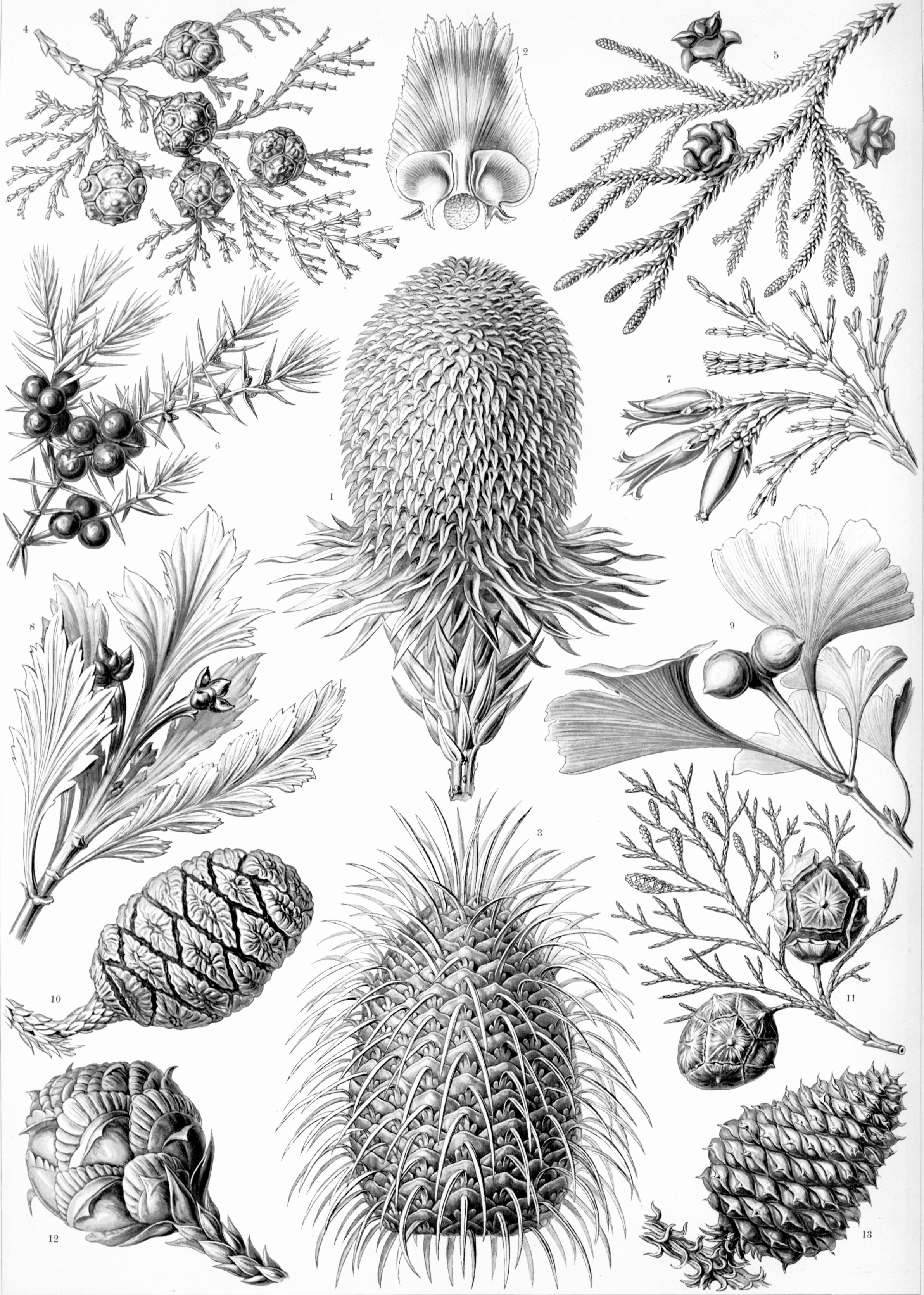
Conífera (Coniferae)
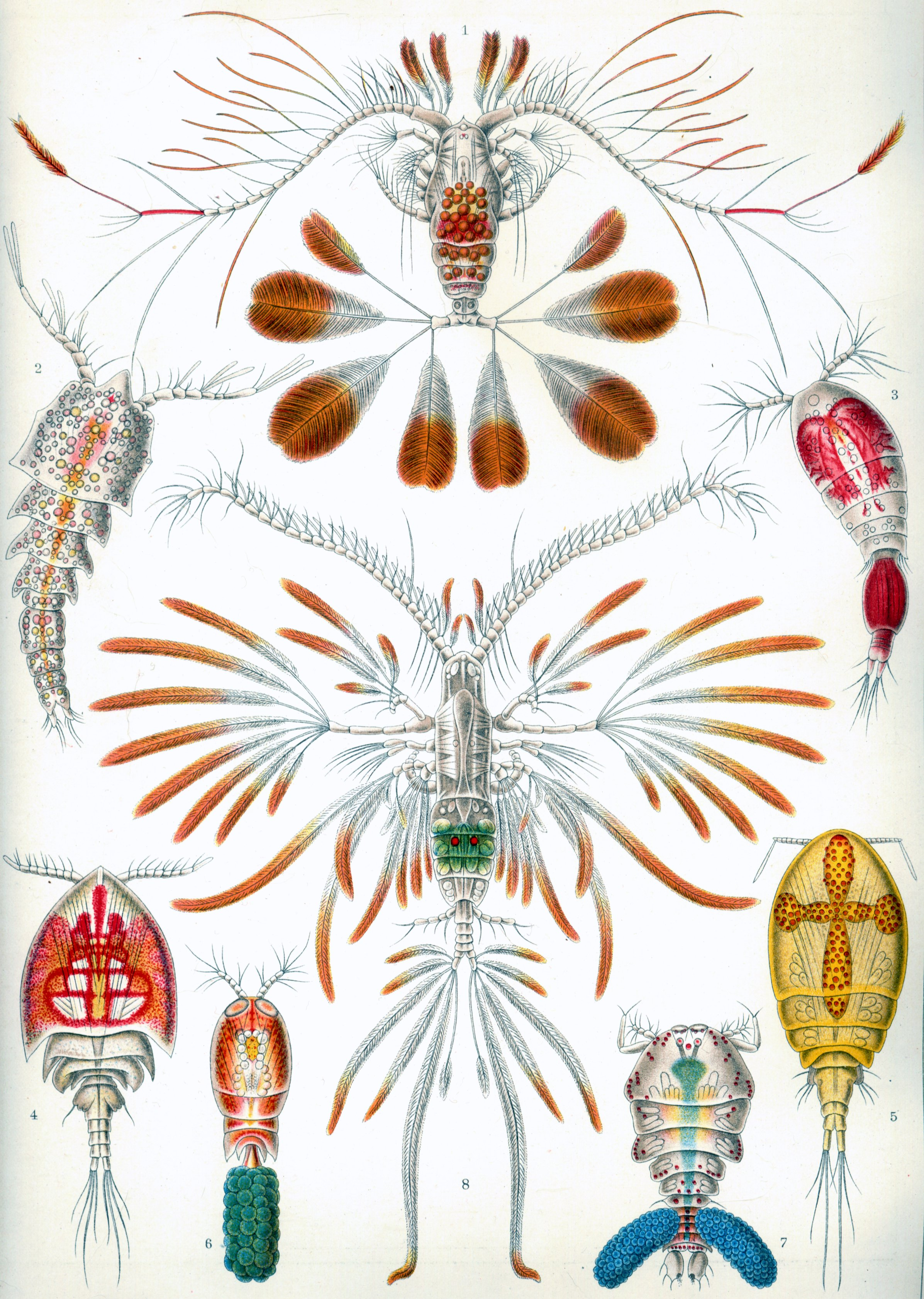
Copepode (Copepoda)
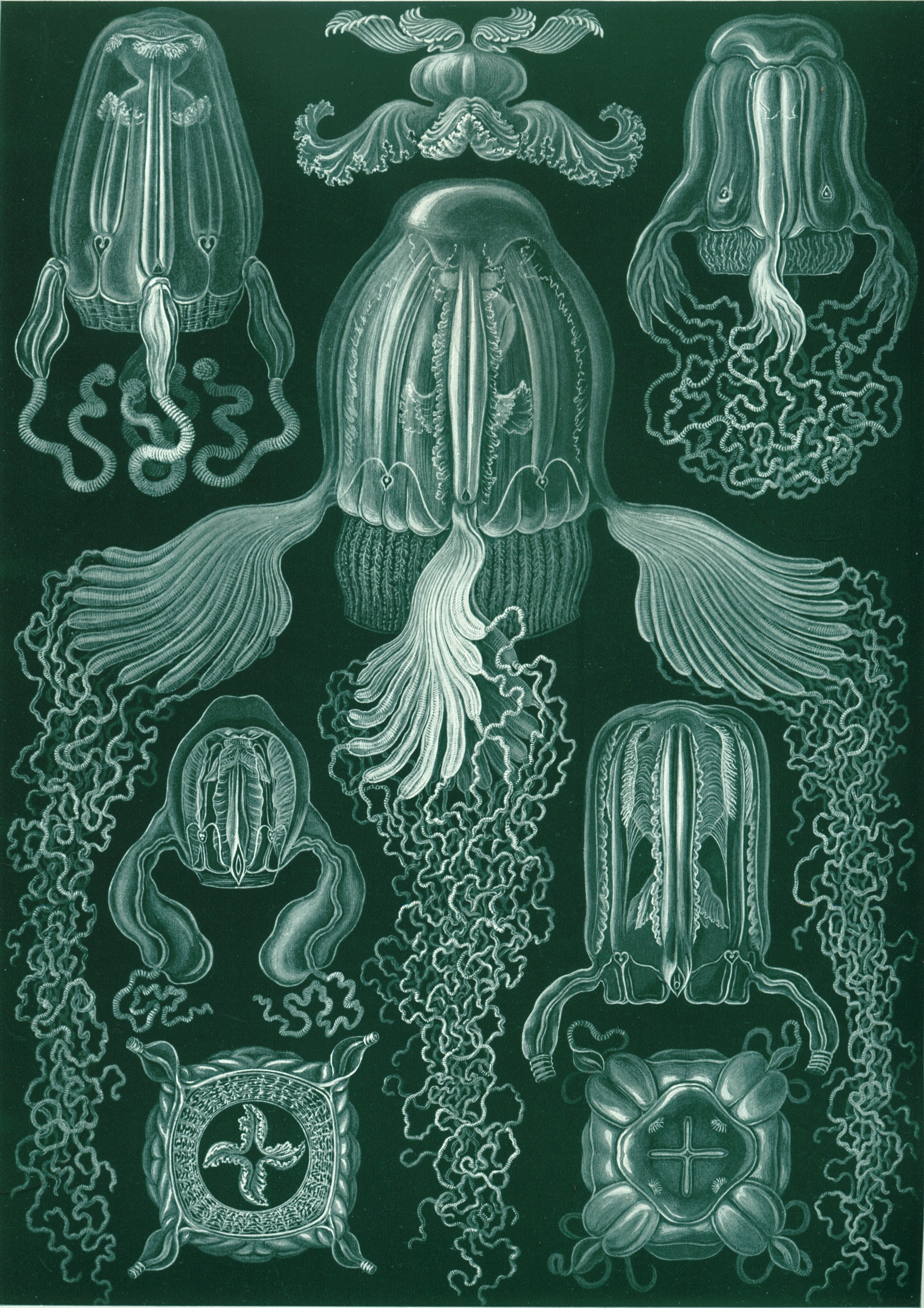
Cubomedusae (Cubomedusae)
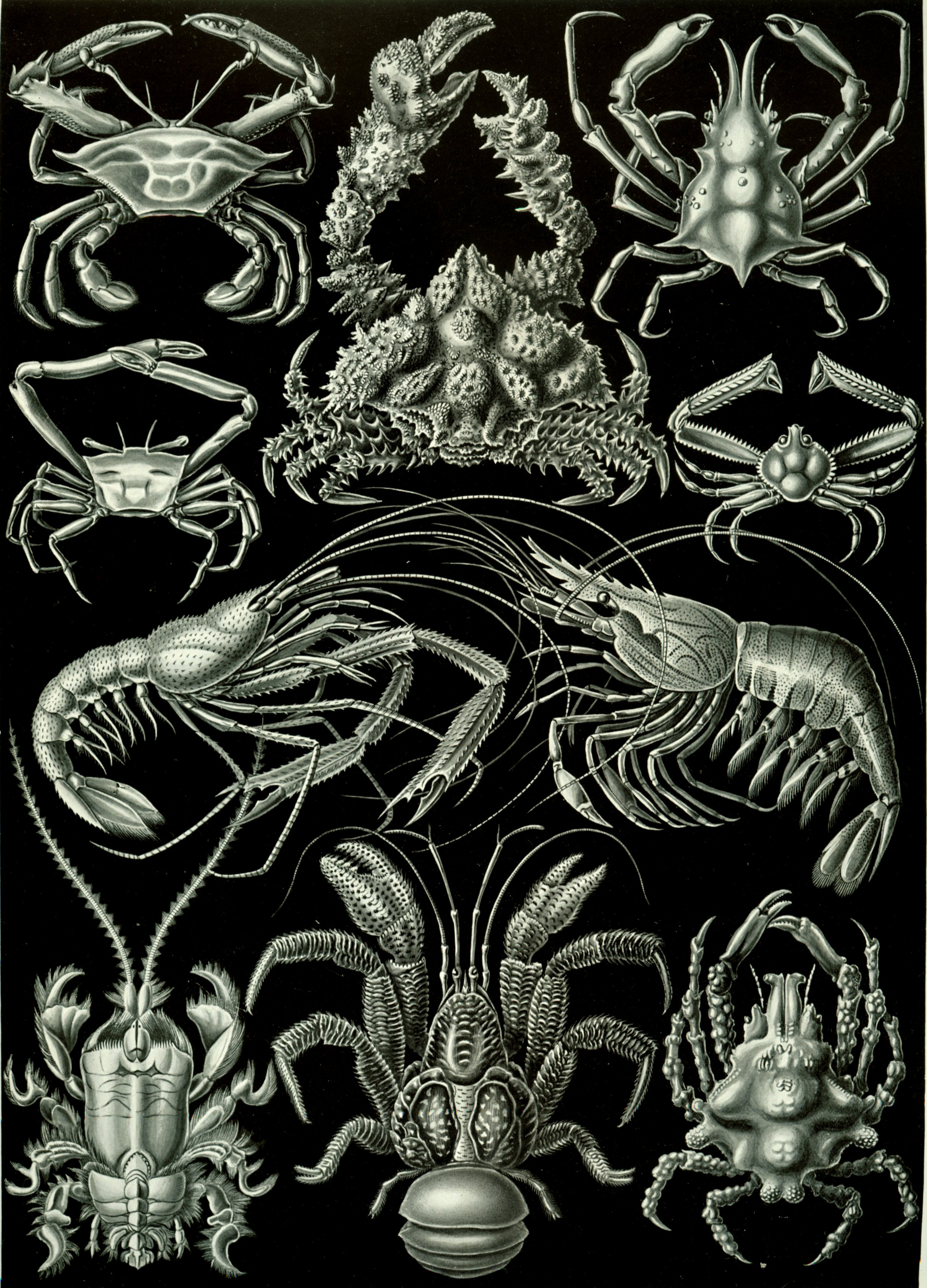
Decapoda (Decapoda)
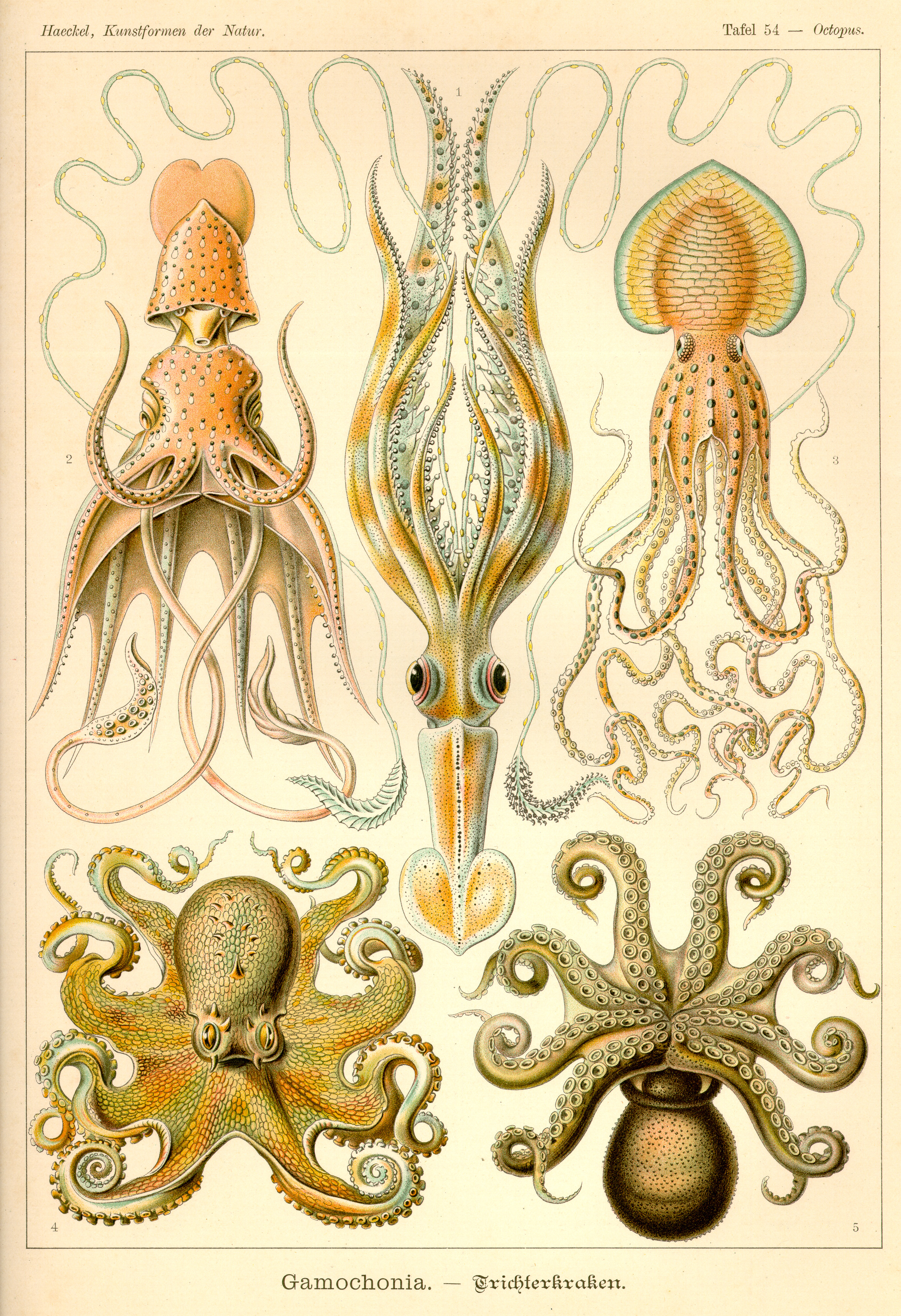
Cefalòpode (Gamochonia)
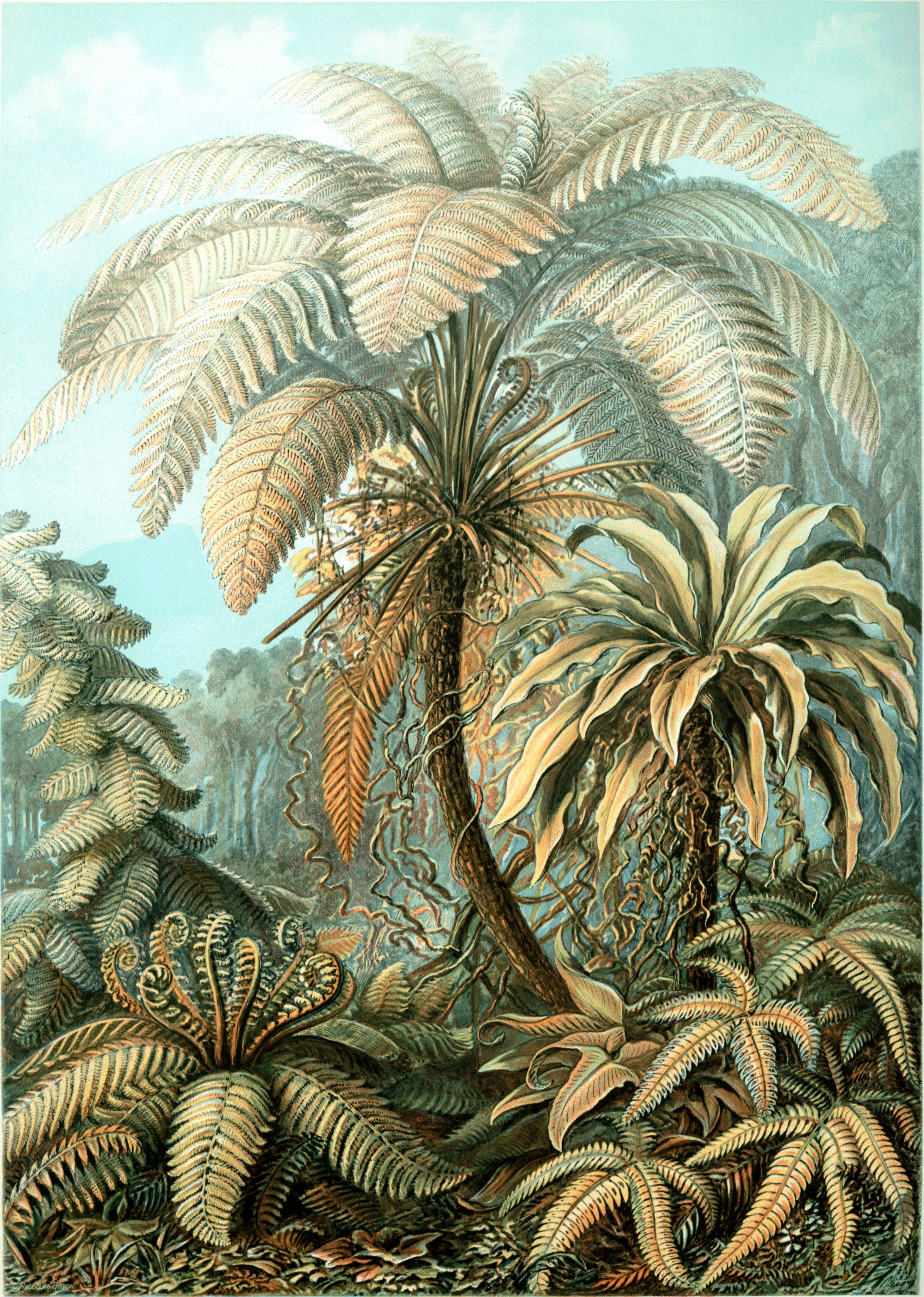
Filicinae
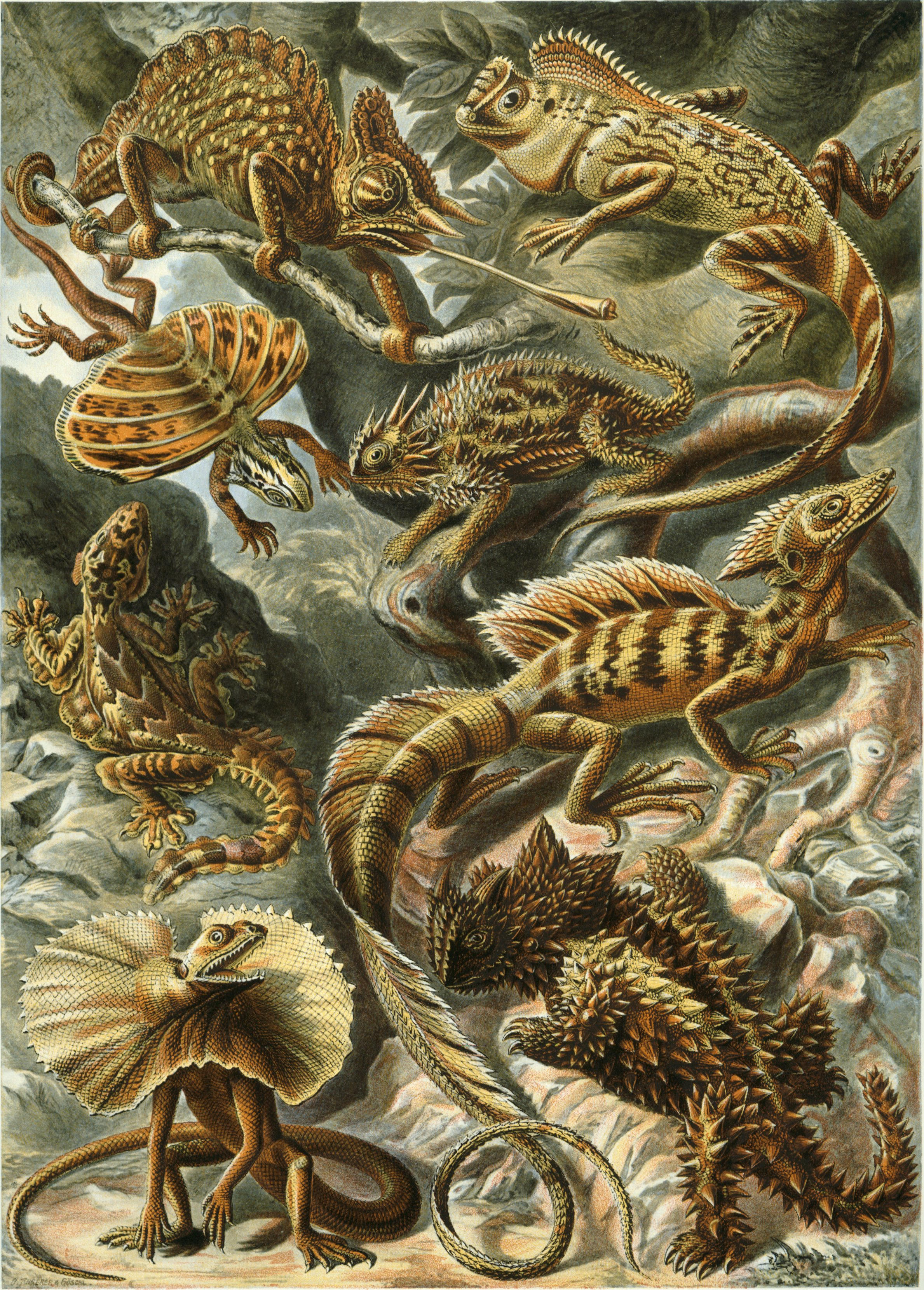
Llargandaix (Lacertilia)
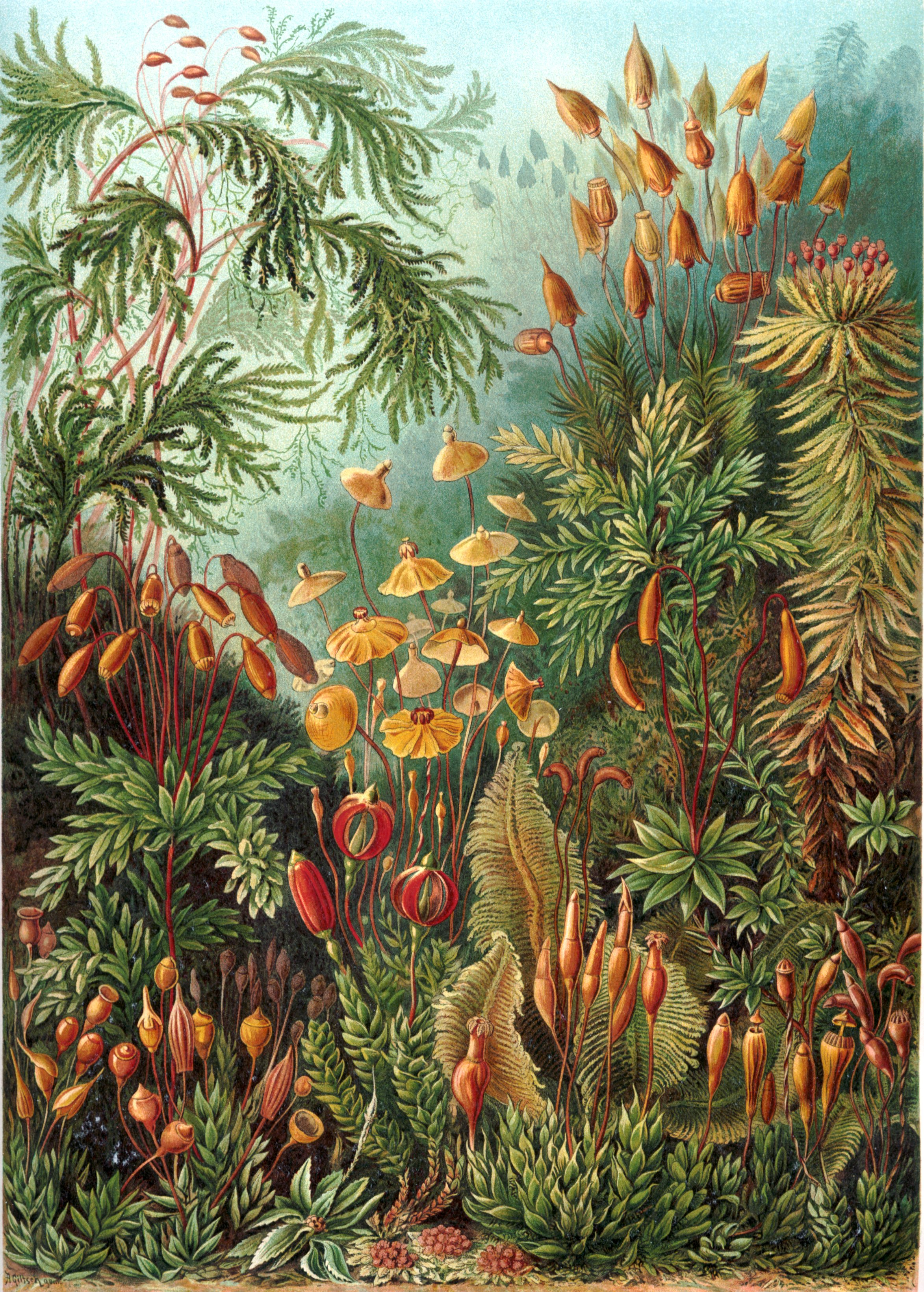
(Muscinae)
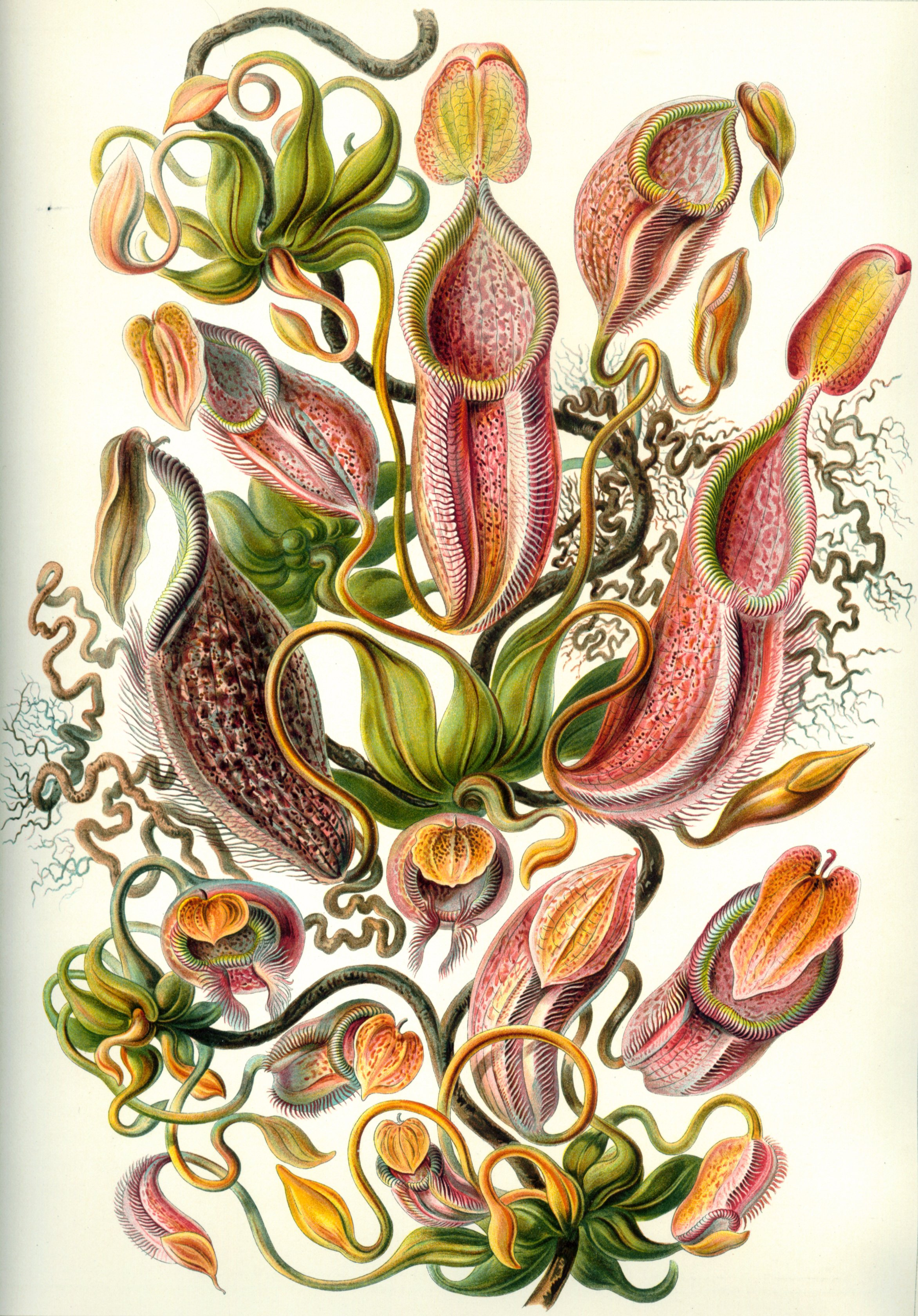
Nepenthaceae (Nepenthaceae)
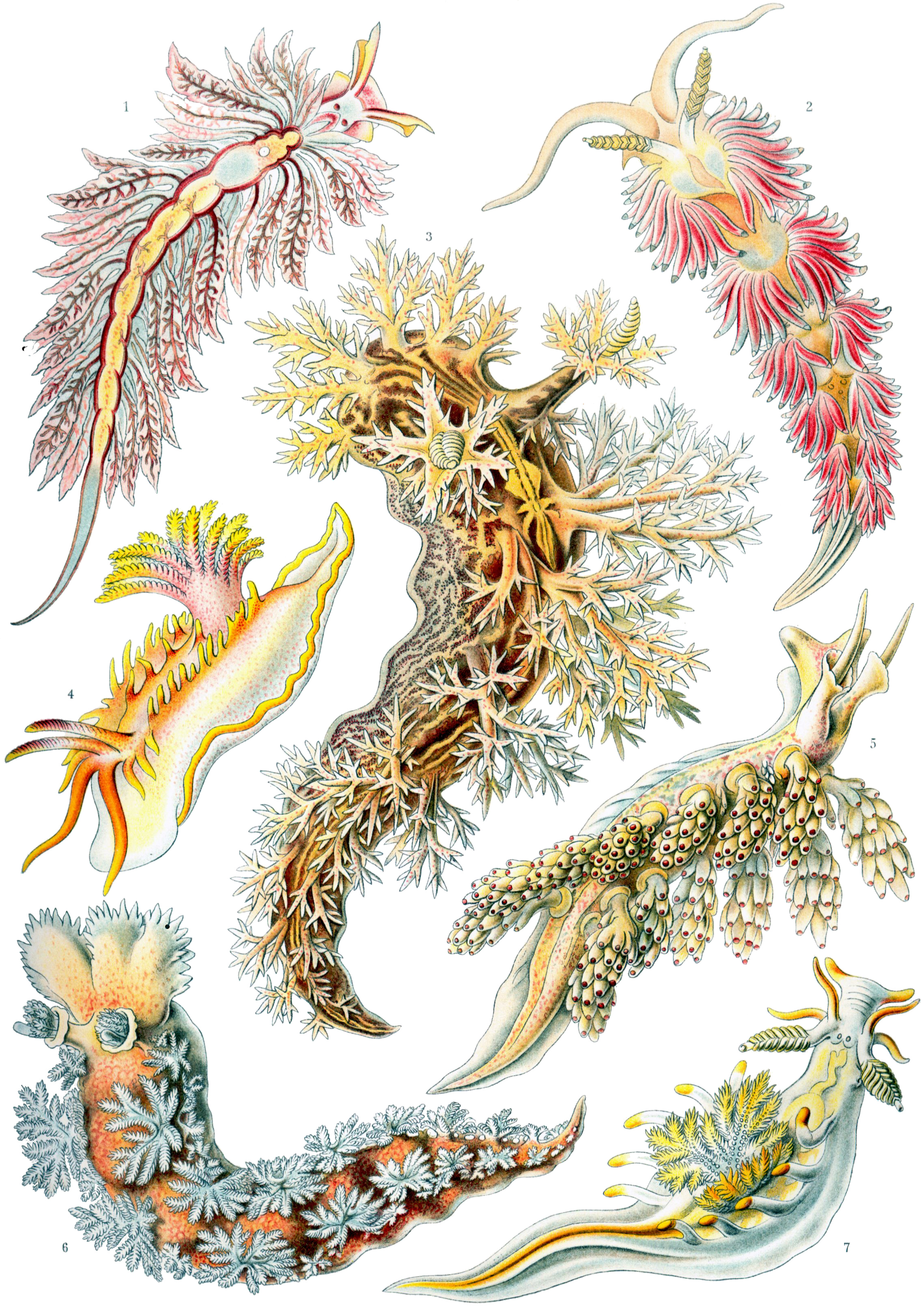
Nudibranchia (Nudibranchia)
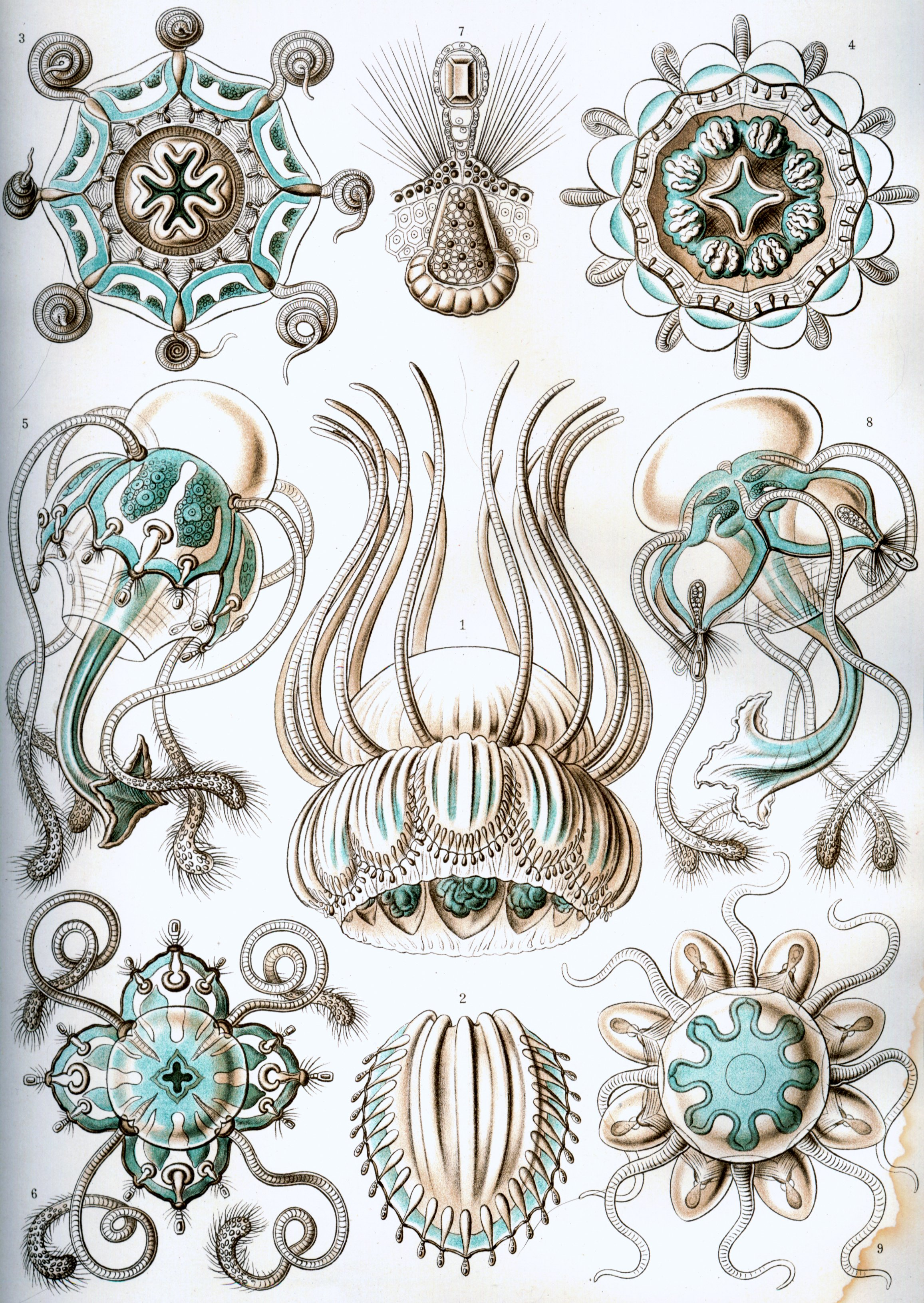
(Narcomedusae)
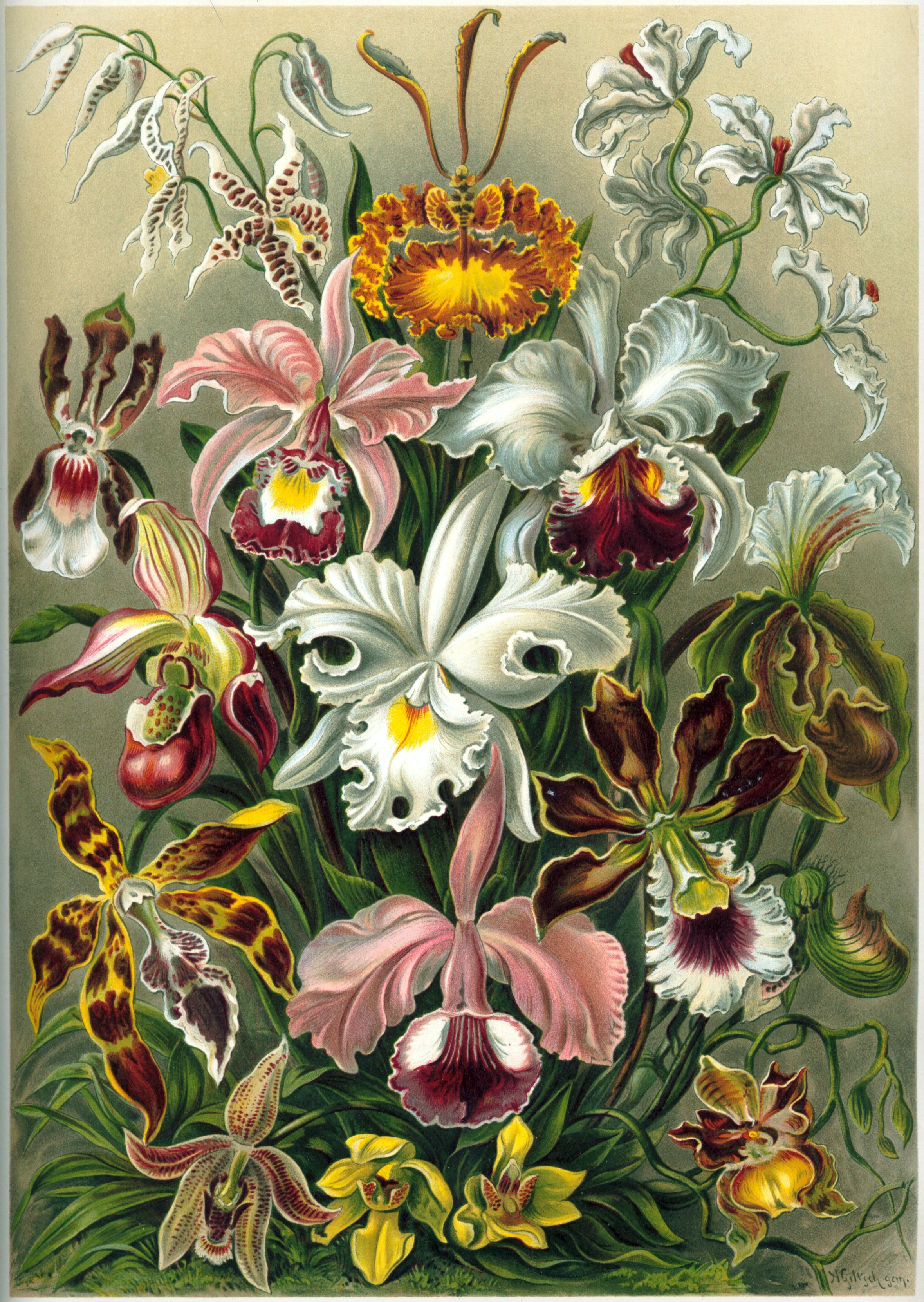
Orchidae (Orchidae)
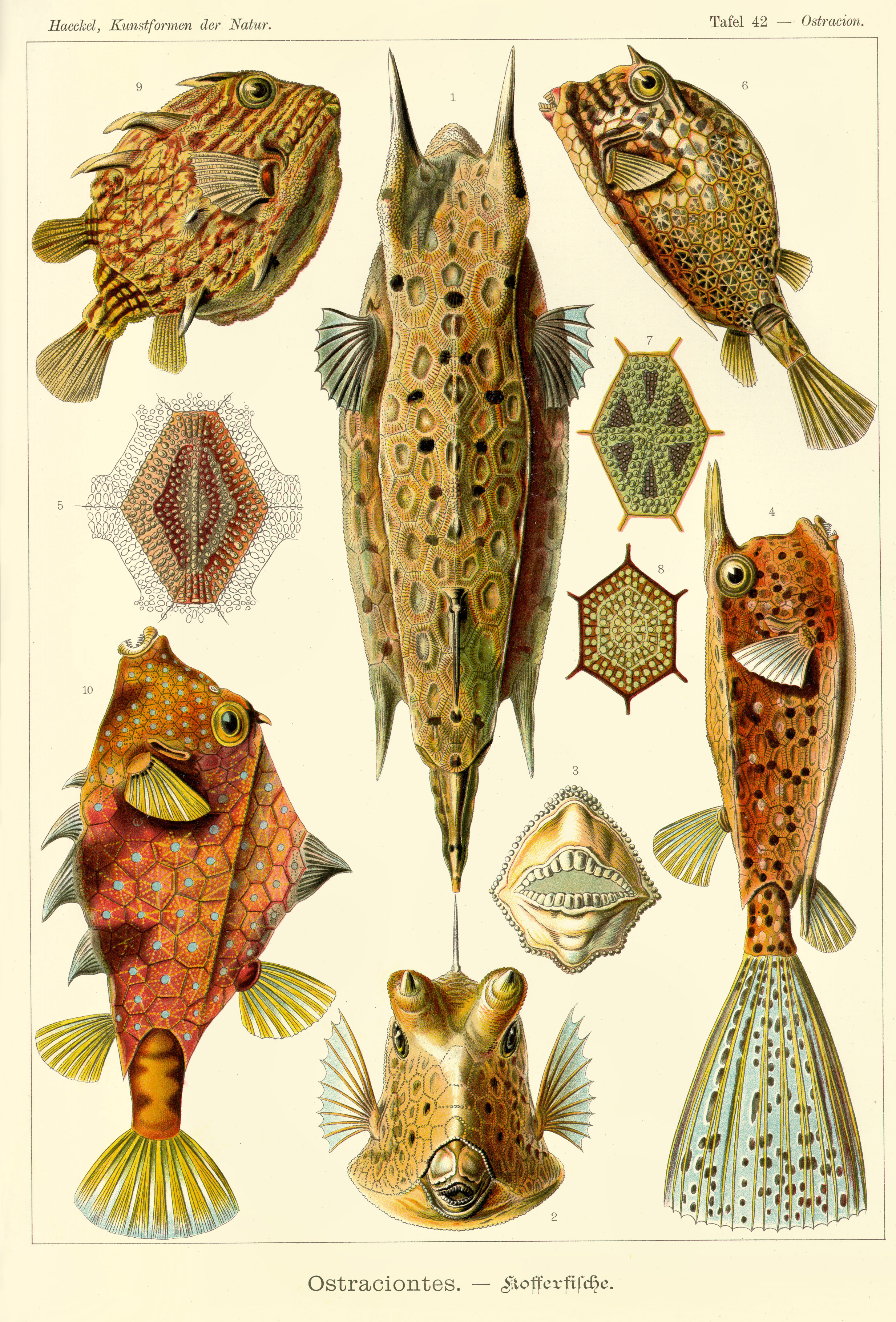
Boxfish (Ostraciontes)
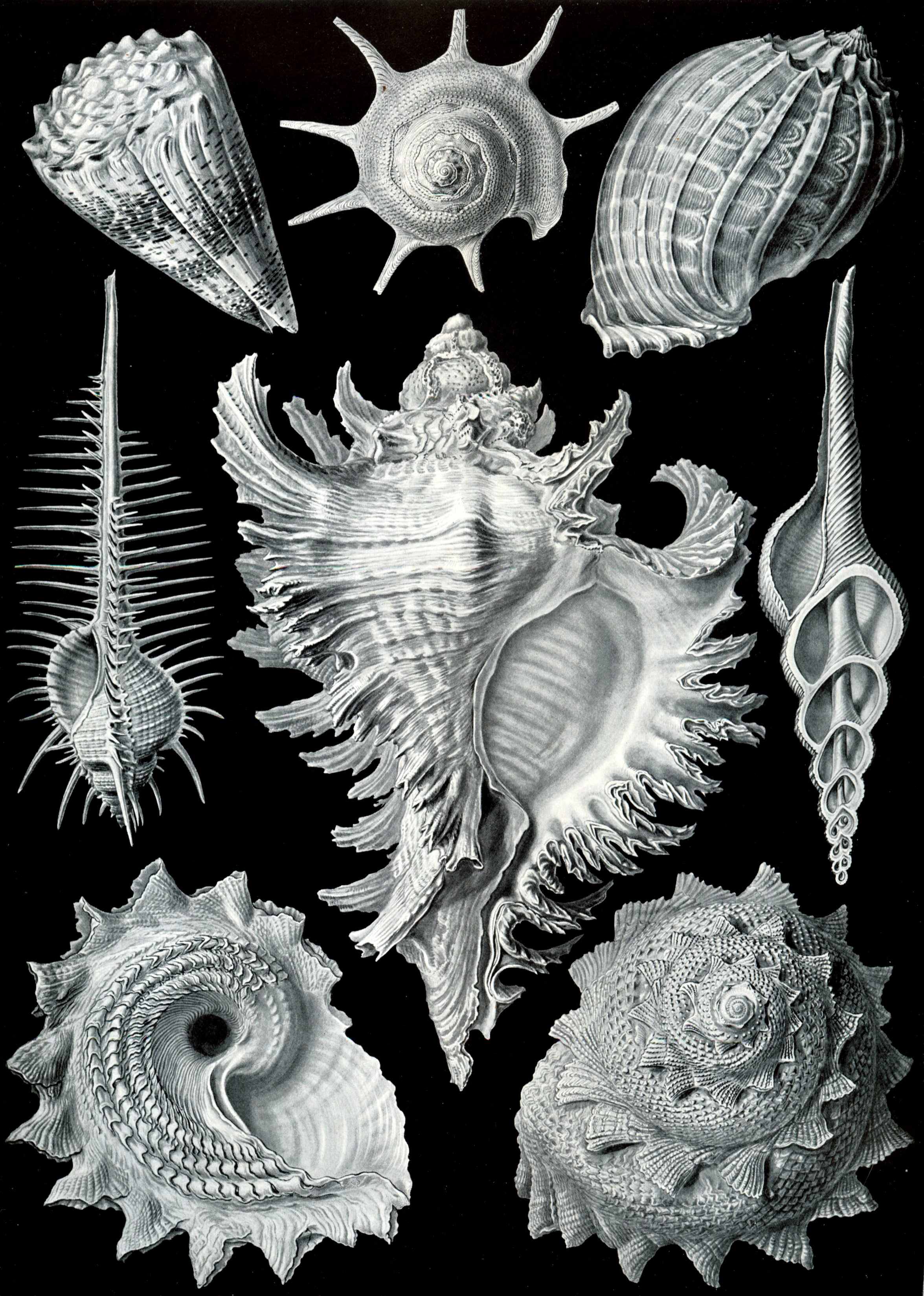
Prosobranchia (classificació obsoleta)
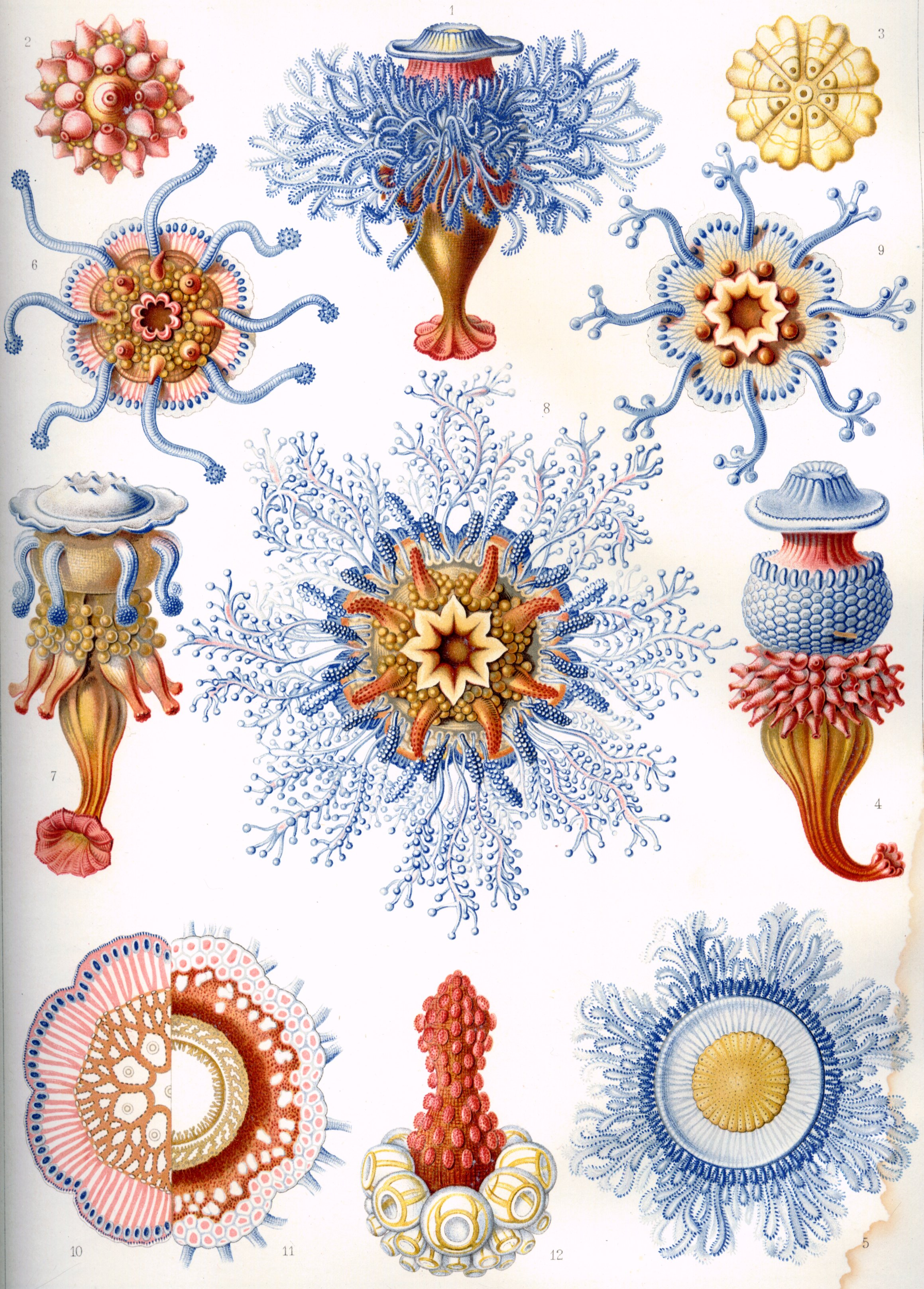
Siphonophorae
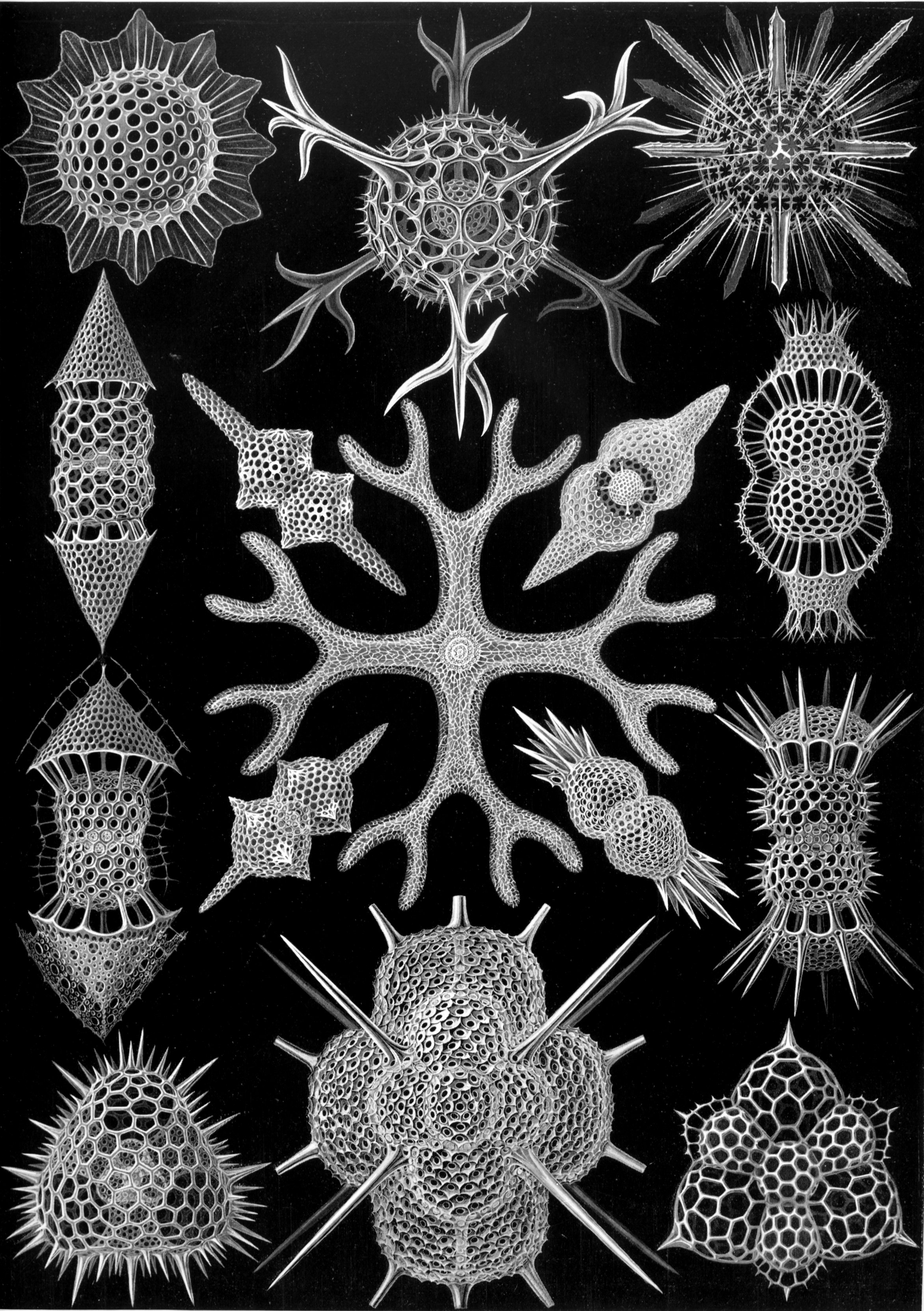
Spumellaria
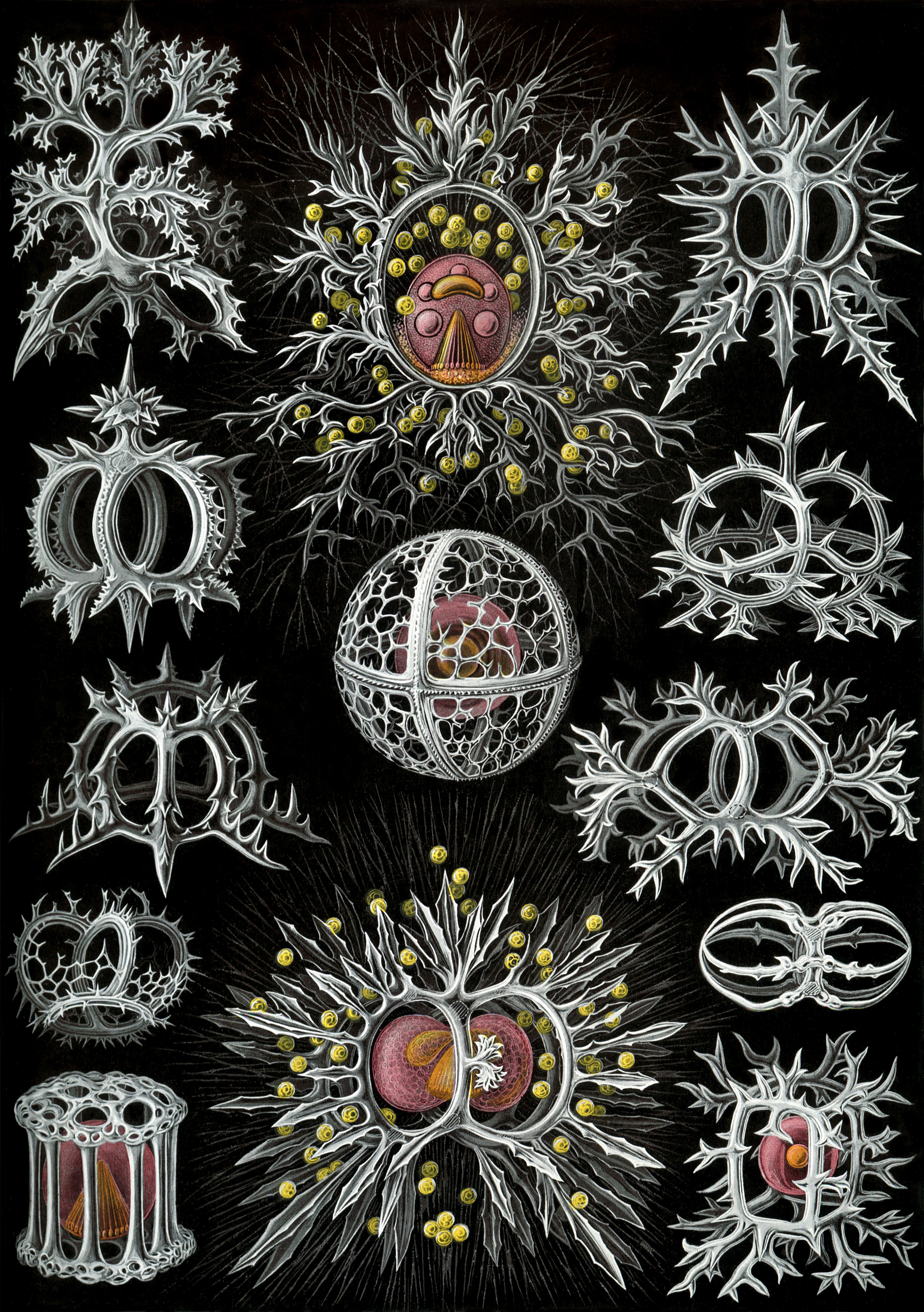
Stephoidea
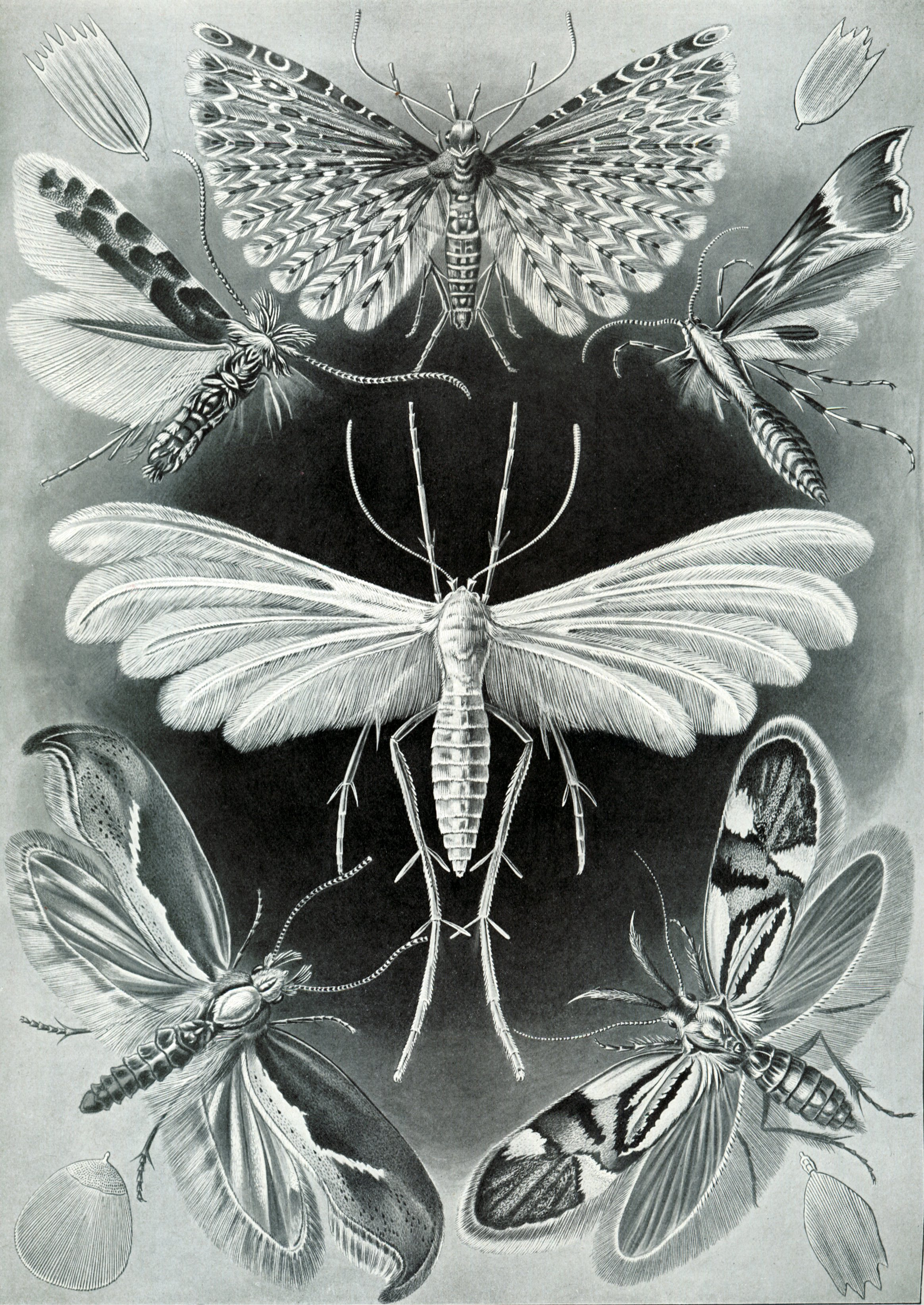
Moth (Tineida)
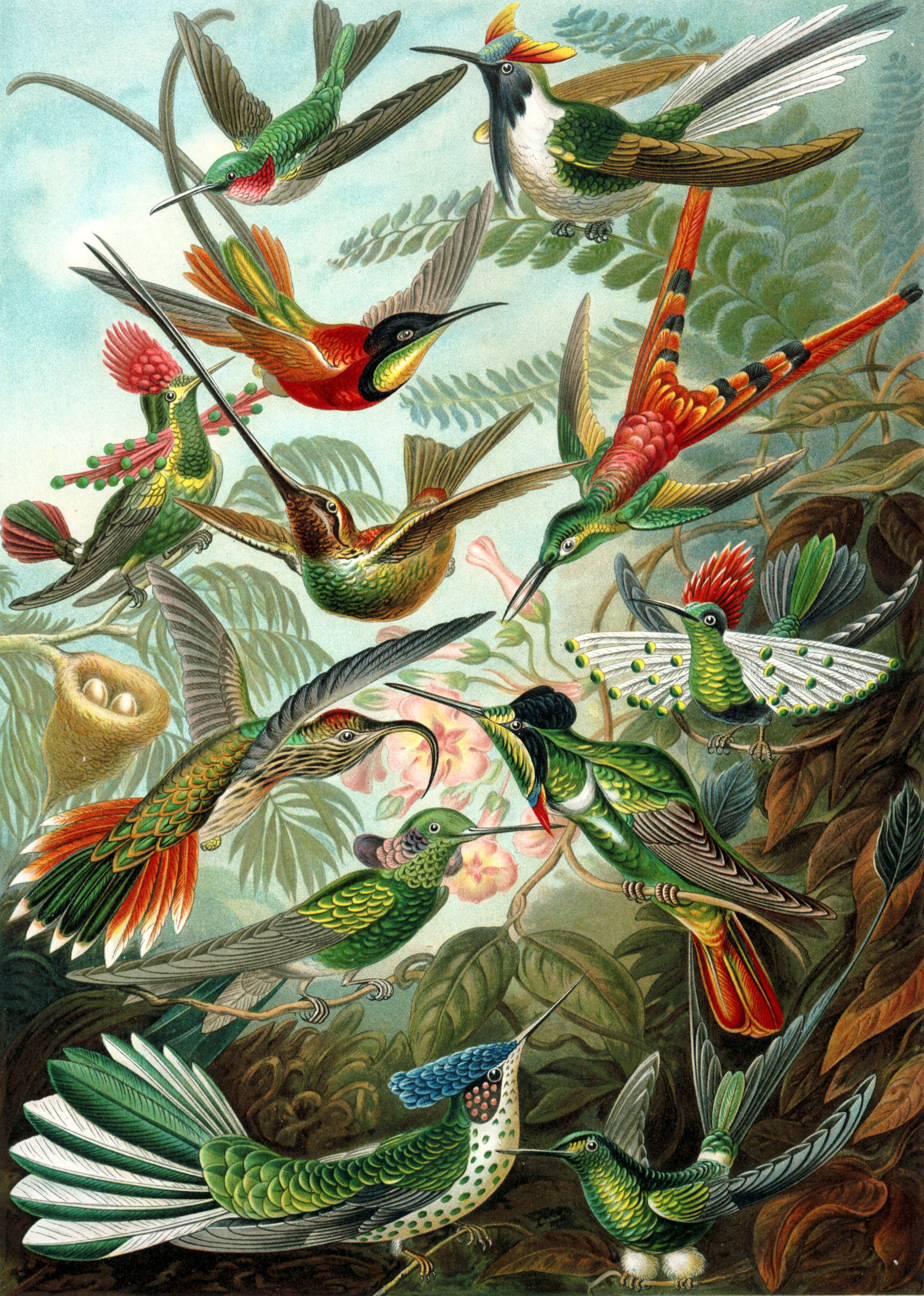
Trochilidae (Trochilidae)
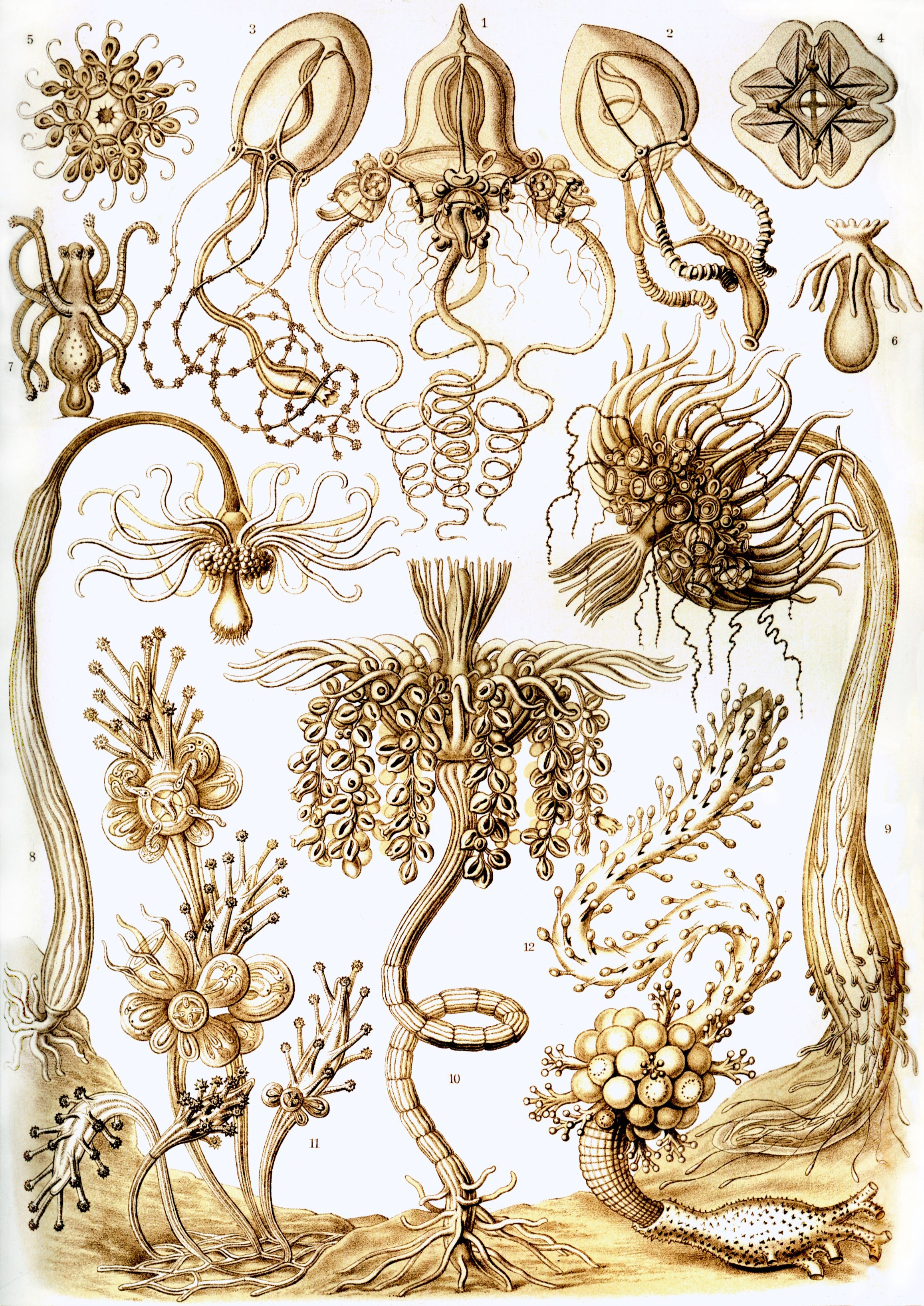
(Tubulariae)